# Bagnolet
Pour les articles homonymes, voir Bagnolet (homonymie).
Bagnolet est une commune française, située dans le département de la Seine-Saint-Denis en région Île-de-France.
Ses habitants sont appelés les Bagnoletais.

## Géographie

### Description

Situation de la commune dans la petite couronne.

La ville est située dans le Bassin parisien, dans la région Île-de-France. Elle est limitrophe de Paris, en banlieue nord-est, dans le sud du département de la Seine-Saint-Denis. Elle fait partie de la petite couronne de Paris.
Bagnolet est situé à moins de 6 km, à vol d'oiseau, de Notre-Dame de Paris.

### Communes limitrophes
Les communes limitrophes sont Paris, Montreuil, Romainville et Les Lilas.
|       | Les Lilas | Romainville |
| Paris | Bagnolet  |             |
|       |           | Montreuil   |

### Géologie et relief

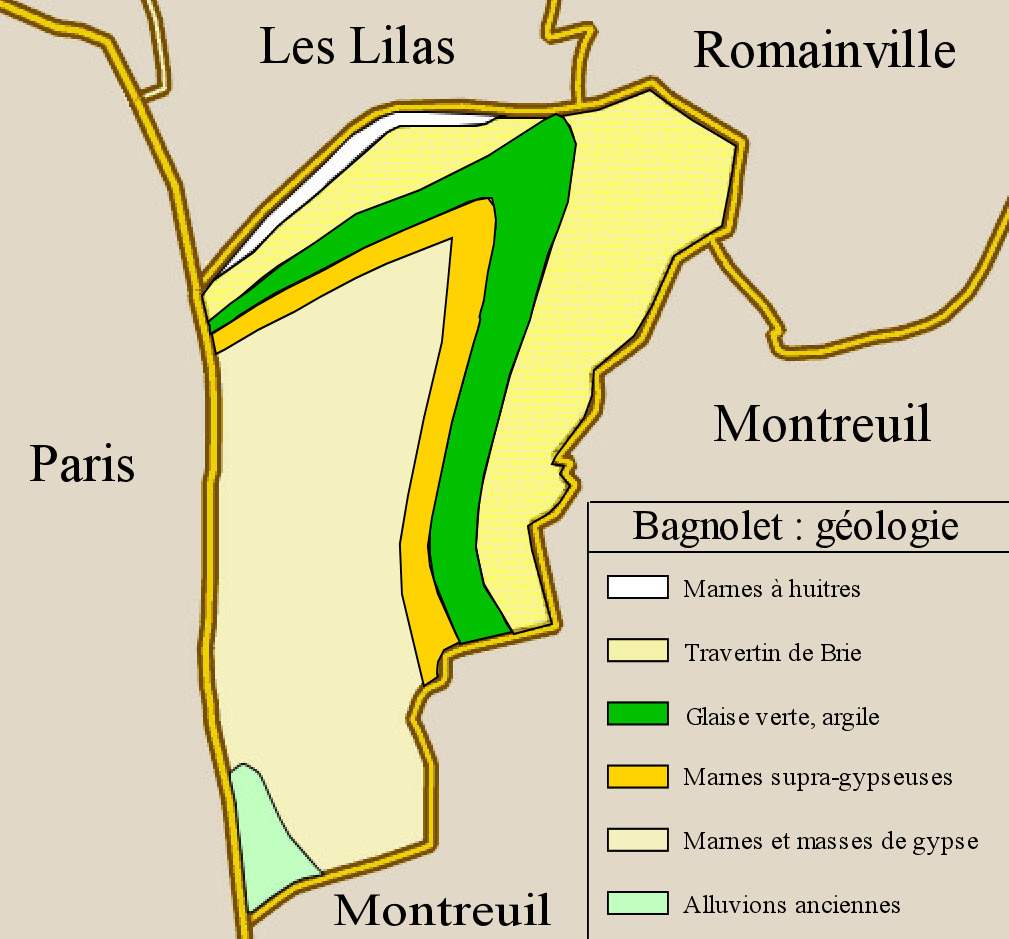
Formations géologiques.

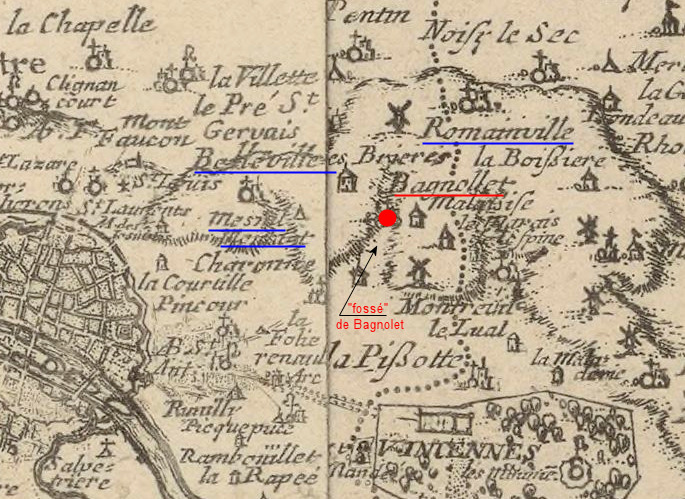
Le site du village en 1706, au fond de son « fossé ».

Bagnolet appartient au Bassin parisien, cuvette géologique sédimentaire.
Ses sols sont de l'ère tertiaire, nummulitique, anciens noms donnés à ce qu'aujourd'hui on appelle l'époque paléogène. Ils se caractérisent par :
- des marnes à huitres ;
- des calcaires de Brie ;
- des argiles vertes et des glaises à cyrènes[Note 1] ;
- des marnes supra-gypseuses ;
- des marnes et masses de gypse.

Cette époque a vu l'émergence des premiers mammifères.
Aujourd'hui, c'est une large dépression orientée nord-sud qui trouve sa place entre les collines de Romainville à l'est, Ménilmontant et Belleville à l'ouest. La présence de gypse dans son sous-sol a donné lieu à de nombreux forages, et des carrières aux multiples galeries souterraines ont miné le flanc est du « fossé » dès le XVe siècle : 

« Le "fossé" nord-sud a longtemps été un obstacle à l'établissement de voies de passage de Paris vers l'est qui s'établirent au nord (Romainville) et au sud (Vincennes, Montreuil). »

L'altitude moyenne du terroir est d'environ quatre-vingts mètres avec un maximum de cent-dix-neuf mètres sur le plateau oriental.

### Voies de communication et transports

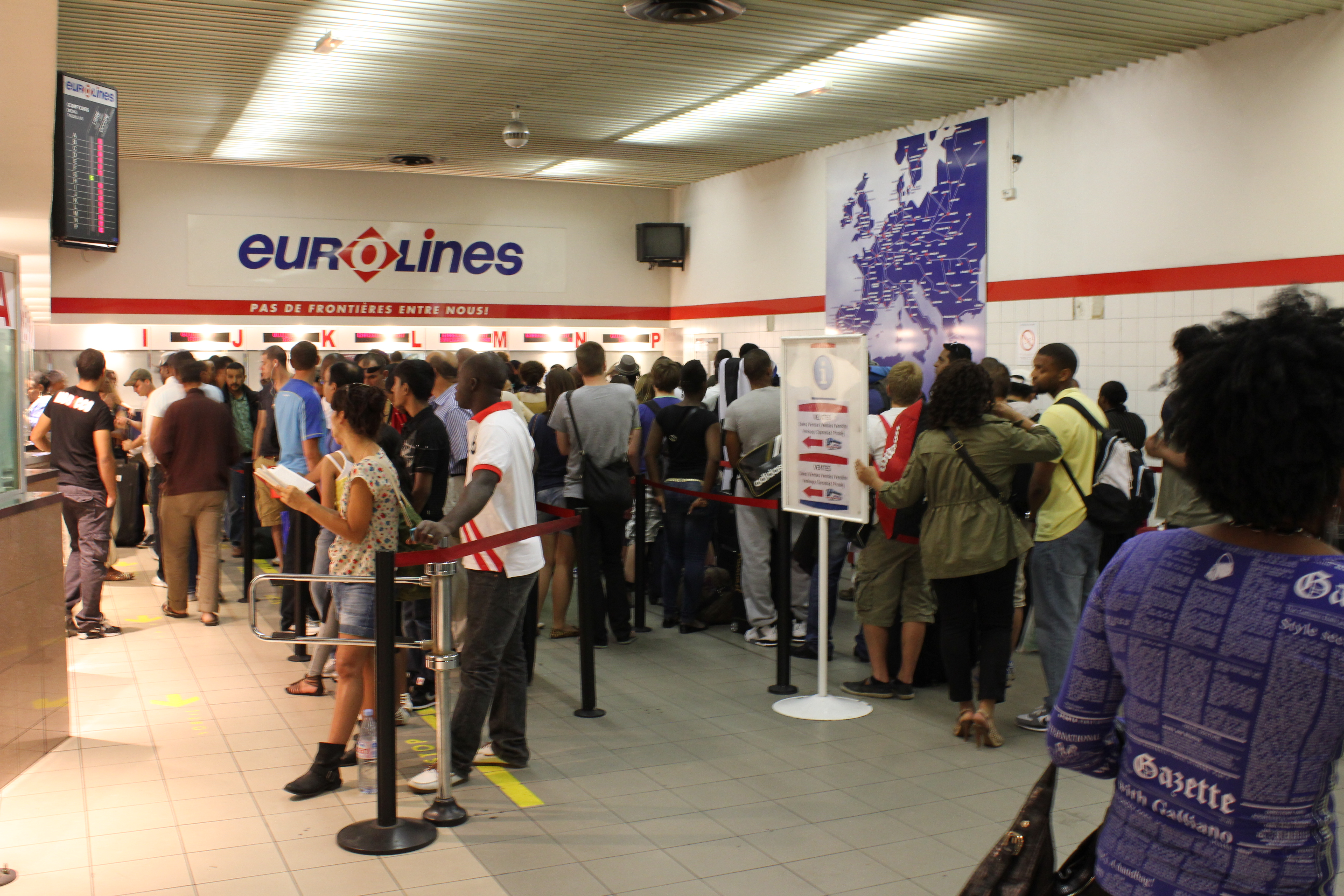
La gare routière internationale de Paris-Gallieni.

Bagnolet est desservie directement par le métro de Paris avec la ligne 3, à la station terminus Gallieni.
Le sud de la ville est proche de la ligne 9 à la station Robespierre, tandis que le nord-est se situe à distance de la ligne 11, aux stations Mairie des Lilas et Serge Gainsbourg. Les stations Séverine, Adrienne Bolland et Porte de Bagnolet de la ligne 3b du tramway, bien que situées à Paris, desservent à distance la ville.
L'autoroute A3 naît à la porte de Bagnolet et coupe en deux parties inégales le territoire de la commune. La ville est également desservie par le boulevard périphérique de Paris, porte de Bagnolet.
Beaucoup de lignes de bus desservent la commune de Bagnolet. La ville est connue pour la gare routière internationale de Paris-Gallieni fermée et à l'abandon depuis juillet 2020.

La ville est équipée de plusieurs stations de Vélib' depuis juin 2009. Autolib' était accessible dans la ville jusqu’à l’arrêt du service.

### Climat
Pour des articles plus généraux, voir Climat de l'Île-de-France et Climat de la Seine-Saint-Denis.
En 2010, le climat de la commune est de type climat océanique dégradé des plaines du Centre et du Nord, selon une étude du CNRS s'appuyant sur une série de données couvrant la période 1971-2000. En 2020, Météo-France publie une typologie des climats de la France métropolitaine dans laquelle la commune est exposée à un climat océanique altéré et est dans la région climatique Sud-ouest du bassin Parisien, caractérisée par une faible pluviométrie, notamment au printemps (120 à 150 mm) et un hiver froid (3,5 °C).
Pour la période 1971-2000, la température annuelle moyenne est de 12 °C, avec une amplitude thermique annuelle de 15,5 °C. Le cumul annuel moyen de précipitations est de 628 mm, avec 10,5 jours de précipitations en janvier et 7,7 jours en juillet. Pour la période 1991-2020, la température moyenne annuelle observée sur la station météorologique la plus proche, située à Paris, à 5 km à vol d'oiseau, est de 13,3 °C et le cumul annuel moyen de précipitations est de 667,4 mm,. Pour l'avenir, les paramètres climatiques de la commune estimés pour 2050 selon différents scénarios d'émission de gaz à effet de serre sont consultables sur un site dédié publié par Météo-France en novembre 2022.
| Mois                                  | jan.             | fév.             | mars          | avril         | mai            | juin           | jui.           | août           | sep.          | oct.          | nov.            | déc.            | année      |
| ------------------------------------- | ---------------- | ---------------- | ------------- | ------------- | -------------- | -------------- | -------------- | -------------- | ------------- | ------------- | --------------- | --------------- | ---------- |
| Température minimale moyenne (°C)     | 3,4              | 3,5              | 5,6           | 7,8           | 11             | 14,1           | 16             | 15,8           | 12,7          | 9,9           | 6,4             | 4               | 9,2        |
| Température moyenne (°C)              | 5,8              | 6,6              | 9,6           | 12,7          | 16             | 19,1           | 21,3           | 21,2           | 17,7          | 13,7          | 9,1             | 6,2             | 13,3       |
| Température maximale moyenne (°C)     | 8,2              | 9,7              | 13,7          | 17,5          | 21             | 24,1           | 26,5           | 26,5           | 22,7          | 17,5          | 11,8            | 8,5             | 17,3       |
| Record de froid (°C) date du record   | −13,8 17.01.1985 | −11,6 07.02.1991 | −6,2 13.03.13 | −2 12.04.1986 | 2,3 07.05.1997 | 6,1 30.06.1981 | 8,7 19.07.1986 | 8,6 27.08.1985 | 5 30.09.18    | −1 28.10.03   | −6,3 23.11.1998 | −8 29.12.1996   | −13,8 1985 |
| Record de chaleur (°C) date du record | 17,5 27.01.03    | 22,9 27.02.19    | 27,3 31.03.21 | 31,5 20.04.18 | 36 27.05.05    | 37,6 27.06.11  | 41,9 25.07.19  | 40,2 07.08.03  | 36,5 08.09.23 | 30,7 01.10.11 | 22,5 07.11.15   | 17,5 16.12.1989 | 41,9 2019  |
| Précipitations (mm)                   | 50,9             | 44,9             | 46,1          | 49,2          | 75,1           | 54,8           | 57,1           | 59,3           | 49            | 56,7          | 57,6            | 66,7            | 667,4      |

## Urbanisme

### Typologie
Au 1er janvier 2024, Bagnolet est catégorisée grand centre urbain, selon la nouvelle grille communale de densité à sept niveaux définie par l'Insee en 2022.
Elle appartient à l'unité urbaine de Paris, une agglomération inter-départementale regroupant 407  communes, dont elle est une commune de la banlieue,,. Par ailleurs la commune fait partie de l'aire d'attraction de Paris, dont elle est une commune du pôle principal,. Cette aire regroupe 1 929 communes,.

### Morphologie urbaine

Carte des quartiers.

Bagnolet est officiellement subdivisé en 7 quartiers :
- Le Centre-ville, au centre : 3 700 habitants (soit 10% de la population de la ville), au creux de la vallée, quartier pavillonnaire et grands immeubles locatifs ;
- Le Plateau, au nord-est : 6 200 habitants (17%), à proximité des Lilas, grands ensembles de logements sociaux et quartier pavillonnaire ;
- La Dhuys, au nord-ouest : 6 800 habitants (20%), le long de l'ancien aqueduc de la Dhuys irriguant le réservoir de Ménilmontant, quartier pavillonnaire ;
- Les Malassis, à l'est : 6 700 habitants (19%), anciens clos à pèches, remplacés par de grands ensembles de logements sociaux et petits immeubles ;
- La Noue, au sud-est : 2 100 habitants (6%), situé entre l'autoroute A3 et le parc Jean-Moulin–Les Guilands, zone industrielle et grand ensemble d'habitation ;
- Le Centre-Sud : 4 100 habitants (12%), bordé par le centre commercial Bel-Est et l'autoroute A3, grands ensembles de logements sociaux et quartier pavillonnaire ;
- Les Coutures, au sud : 4 800 habitants (13%), ancien quartier industriel de menuiserie et ferrailleurs, devenu quartier pavillonnaire.

### Densité de population
Bagnolet a une densité de population d'environ 14 000 habitants au kilomètre carré. Elle était de 12 650 en 1999. La moyenne est de 6 424 pour la Seine-Saint-Denis.
Cette densité élevée est typique des communes de la petite couronne parisienne.

### Projets d'aménagement
Le quartier Coutures fait partie, avec le quartier limitrophe du Bas-Montreuil du programme national de revitalisation des quartiers anciens dégradés (PNRQAD).

## Toponymie

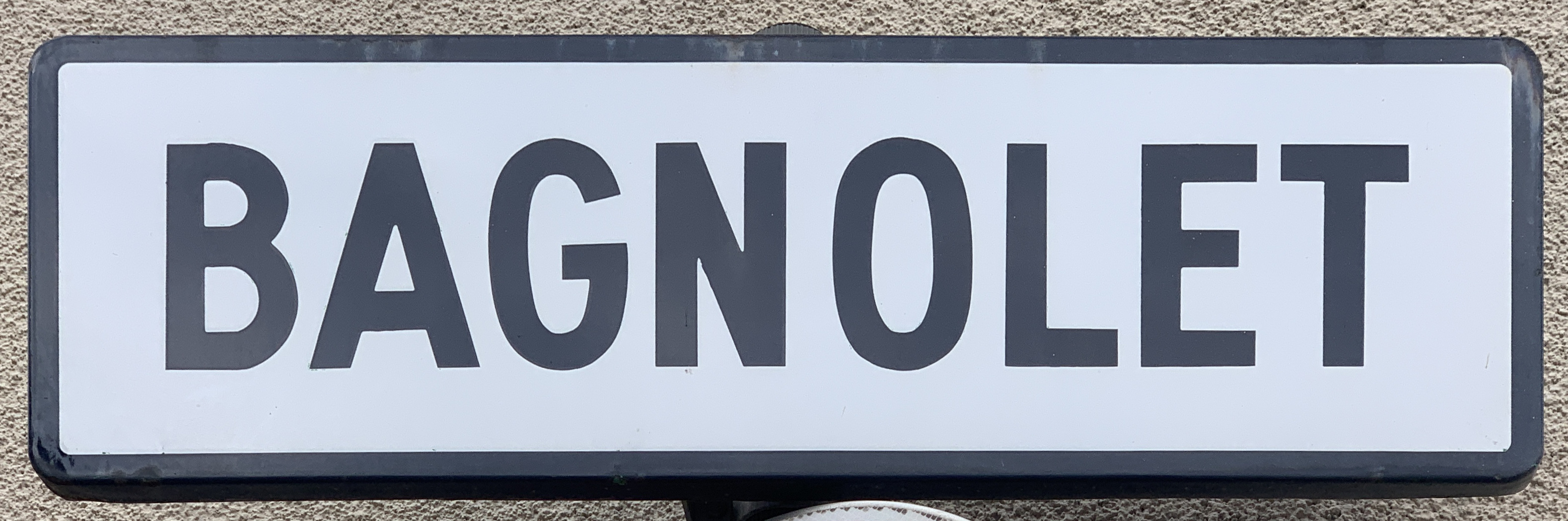
Panneau d'entrée dans la commune.

Mentionné sous les formes latines Balneolum (1255), Baneletum (1350) et sous les noms primitifs de Baiginaux (1256), Baignoleto et Bailloleto (1258), Bagnolia (ca. 1260), Bagnolet, tel qu'on l'écrit aujourd'hui, apparaît déjà sur des documents de 1273 et 1276.
Le nom de Bagnolet vient du latin tardif balneoletum (balneolum, "bain" + suffixe -etum) qui rappelle la présence ancienne d'un établissement de bains. Le nom de la commune de Baignolet (Eure-et-Loir) est de même origine. En outre, cinq lieux-dits ou hameaux portent ce nom en France : voir Bagnolet (homonymie).

## Histoire

### Moyen Âge

#### XIIIeetXIVesiècles

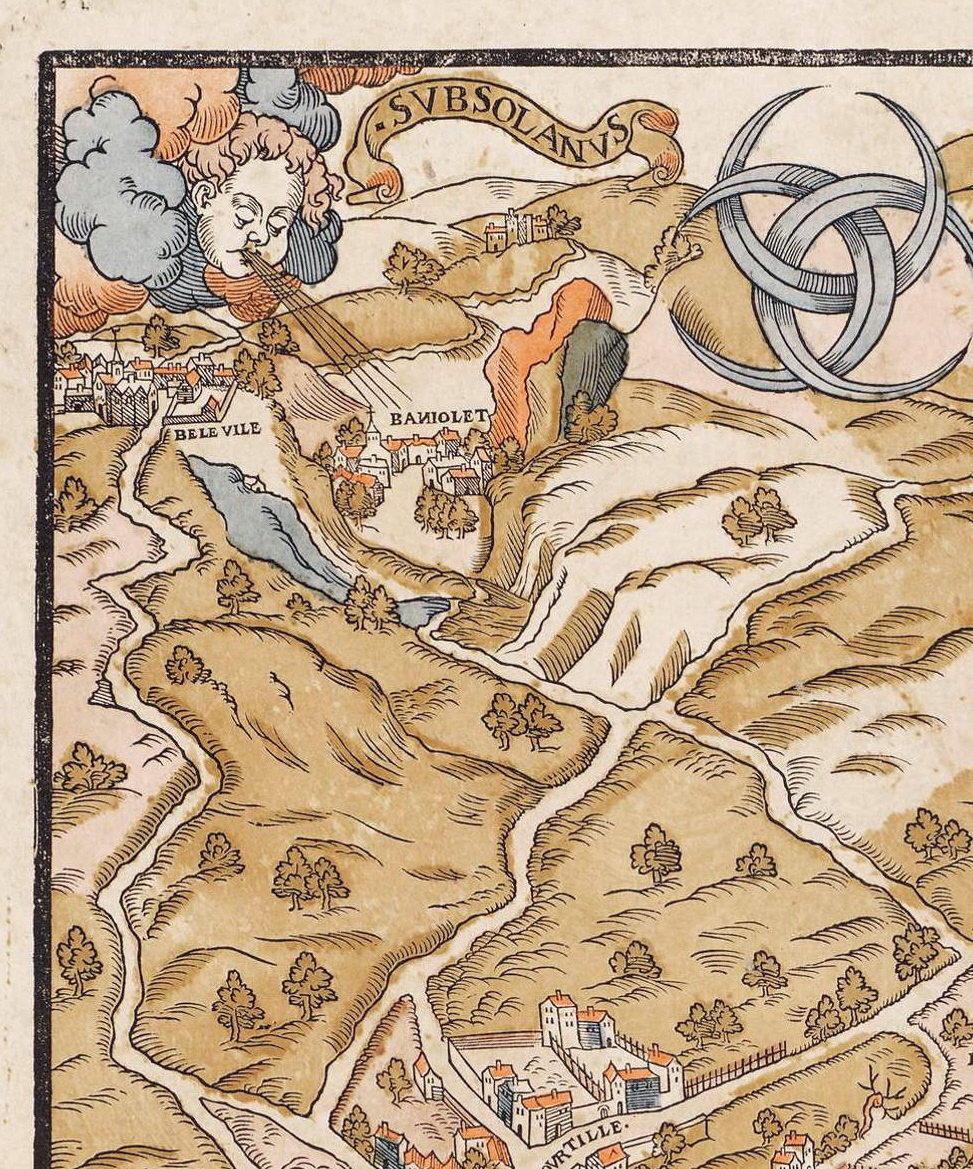
Première représentation de Bagnolet, plan Truschet-Hoyau, 1552.

La première mention de Bagnolet se trouve dans un cartulaire de l'abbaye de Saint-Maur daté de 1255, du temps de règne de Louis IX. Il s'agit certainement du titre de propriété d'un terrain situé sur la paroisse de Montreuil et/ou de Romainville - la paroisse de Bagnolet n'existant pas encore.

##### La paroisse
L'établissement de la paroisse date au plus tard de 1377, année ou un nommé Regnault en est le curé, selon les registres du parlement de l'année. Plus tard, en 1385, on trouve le nommé Roger de la Haye, suivant un vieux registre de l'Officialité de Paris.
L'église, probablement du début du XIVe siècle, plus précisément vers 1320, est dédiée à saint Gilles et saint Leu (dit aussi saint Loup, appellation usuelle vers 1520) ; saint Loup était au VIIe siècle l'archevêque de Sens dont dépend l'évêché de Paris comprenant le doyenné de Chelles auquel est rattachée la cure de Bagnolet à cette époque. Pour l'anecdote, « on lit dans un compte de la Prévôté de Paris de l'an 1490, que le premier de Septembre, jour Saint Leu et Saint Gilles, le Lieutenant Criminel, le Procureur du Roi, plusieurs Conseillers au Châtelet, le Greffier, Commissaires, Crieur, Trompettes et plusieurs Sergens alloient dîner à Bagnolet ce jour-là, et qu'en cette année pour le jour de la Fête du Village, il fut dépensé huit livres onze sols parisis. ».

##### Le territoire
Les sources sont très fragmentaires. Il ne peut en être fait qu'un inventaire chronologique, un peu disparate et non exhaustif pour en esquisser la structure :

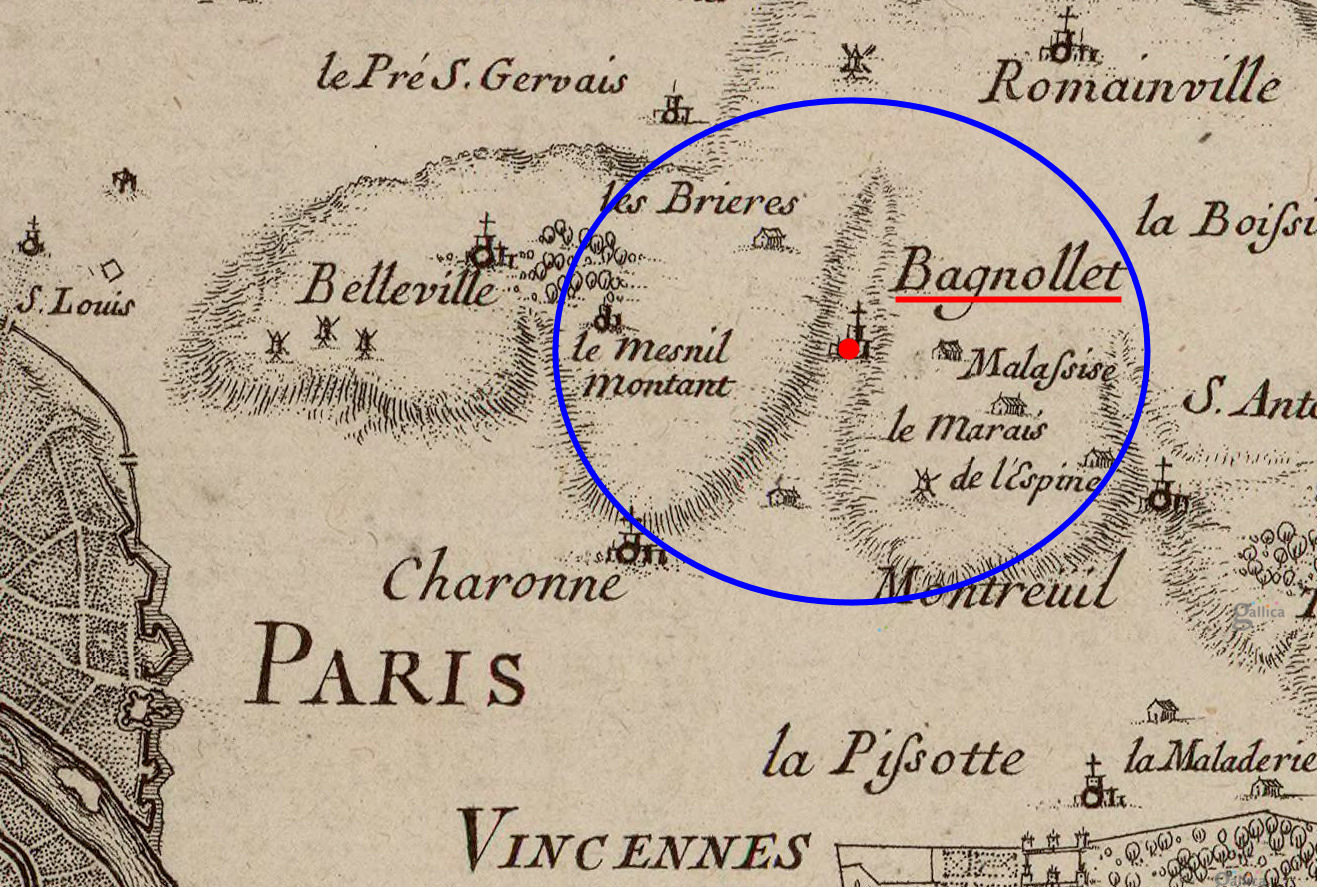
Délimitation grossière du territoire de Bagnolet au XIVe siècle.

- 1258 : Le Parlement de Paris arrête que la justice du sang et de la mêlée[Note 5] appartient audit Huet Chauvin de Bagnolet ; cet écuyer a la propriété du tiers du tonlieu de pain vendu à Paris.
- 1263 : l'abbaye de Saint-Maur possède un fief, voisin du Bois Bagnolet.
- 1273 : Henry de Meullant est seigneur de Bagnolet ; il rend hommage à l'abbaye de Saint-Maur pour le fief cité ci-dessus.
- 1276 : l'abbaye de Saint-Denis achète à un écuyer nommé « Jean du Bois Bagnolet dessus Charonne », ses propriétés de Bagnolet.
- 1309 : Betin Cassinel, chevalier, se disant seigneur de Bagnolet et de Romainville, assigne sur ces terres cinq-cents livres à son fils. L'accord fait en Parlement fut approuvé par Philippe le Bel.
- ca. 1340 : Jeanne des Escroues est dite Dame de Bagnolet.
- 1369 : le prévôt de Paris maintient « le Procureur du Roi… en possession de la haute, moyenne et basse-Justice de Bagnolet et lieux voisins revendiquée par le prieur de Saint-Martin-des-Champs. »
- 1384 : après confiscation des biens de Jean des Mares, exécuté en 1383 pour démérites, Charles VI donne à son chambellan Guillaume de la Trémoille la maison de Bruyères lez Paris [Les Brières sur le plan] et une maison appelée la Folie Guépié, assise près desdites maisons avec toutes les terres arables, vignes, etc.
- 1392 : François de Chanteprime transigeant avec l'abbé de Saint-Magloire, au sujet du droit de Pressoir à Charonne, est dit avoir un fief à Bagnolet.

De ces archives, on peut déduire qu'à la fin du XIVe siècle, sous le règne de Charles VI, le territoire est constitué de différents fiefs revendiqués par divers seigneurs et relevant de la juridiction du Prévôt de Paris. Ses limites sont incertaines ; « le village naissant semble se réduire à la partie nord et ouest du territoire, sur le plateau, des hauteurs de Belleville, Ménilmontant à Malassis et aux Cailloux (sous Malassis) ». De l'église supposée être à l'emplacement de l'actuel édifice - dans le « fossé » avec quelques feux autour - nulle trace dans les documents de l'époque ; la première représentation connue date de 1552 (plan Truschet-Hoyau).

#### XVesiècle

##### Résidences

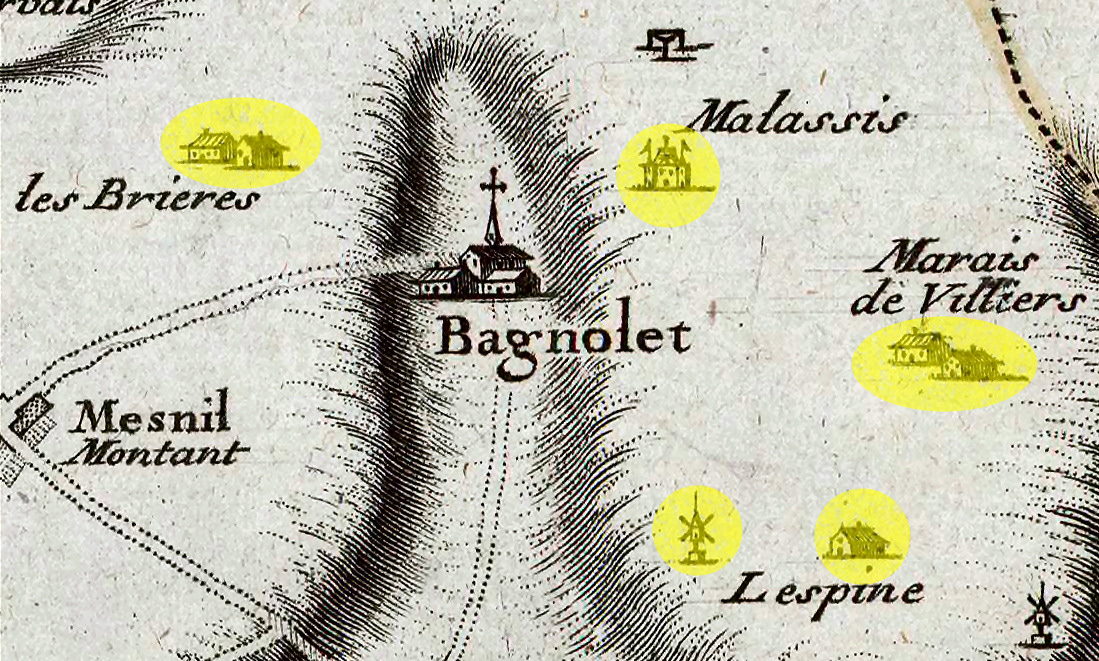
Localisation des résidences et de leurs biens au XVe siècle.

Au début de cette période, Bagnolet-lez-Paris devient la banlieue résidentielle de la capitale. De hauts dignitaires achètent des propriétés ou maisons de plaisance sur ses terres.
Après Jean des Mares, prévôt des marchands de Paris, avocat général au parlement de Paris, puis Guillaume de la Trémoille chambellan de Charles VI, propriétaires successifs de la maison de Bruyères-lez-Paris, c'est la Reine Isabeau de Bavière, épouse de Charles VI, qui achète un hôtel au dit Bagnolet.
Cet hôtel est acquis par Isabeau en l'an 1412. Il appartenait alors à Pierre des Essarts responsable des finances sous Charles VI. Le domaine consiste en un château avec jardins, viviers, colombier, plâtrière, pressoir, moulin à vent, vignes et terres labourables, l'ensemble situé sur la montagne des Cailloux, entre Mallassise et l' Épine (à l'ouest du marais de Villiers). La propriété est donnée à Tanneguy III du Chastel chambellan du roi Charles VI, prévôt de Paris, qui participera à l'assassinat de Jean sans peur en 1419. Du Chastel donnera la propriété, à son tour, en 1437, à son neveu Prégent de Coëtivy, grand favori du roi Charles VII et futur amiral de France. Des ruines de murs du château subsistaient encore en 1770 (voir la carte de Cassini).
Tout près de la résidence d'Isabeau, se trouve le manoir de Mallassis. Cette propriété a vraisemblablement été donnée par Charles VI à sa maitresse « la Petite Reine » Odette de Champdivers (Odinette), qui lui donna une fille qui fut légitimée, Marguerite de Valois, connue sous le nom de demoiselle de Belleville (en Poitou).
Pour finir, le Duc de Bedford, connétable d'Angleterre, nommé Régent du royaume de France pour le roi d'Angleterre, en 1422, fait acquisition à Bagnolet et aux environs de propriétés, notamment le « Bois de Bagnolet » hôtel situé près des Bruyères. Après le départ des Anglais de région parisienne, ses biens seront donnés en 1438 par le roi Charles VII à Prégent de Coëtivy et à un autre seigneur.

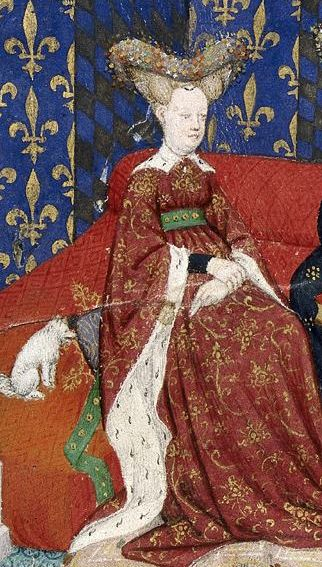
La reine Isabeau.
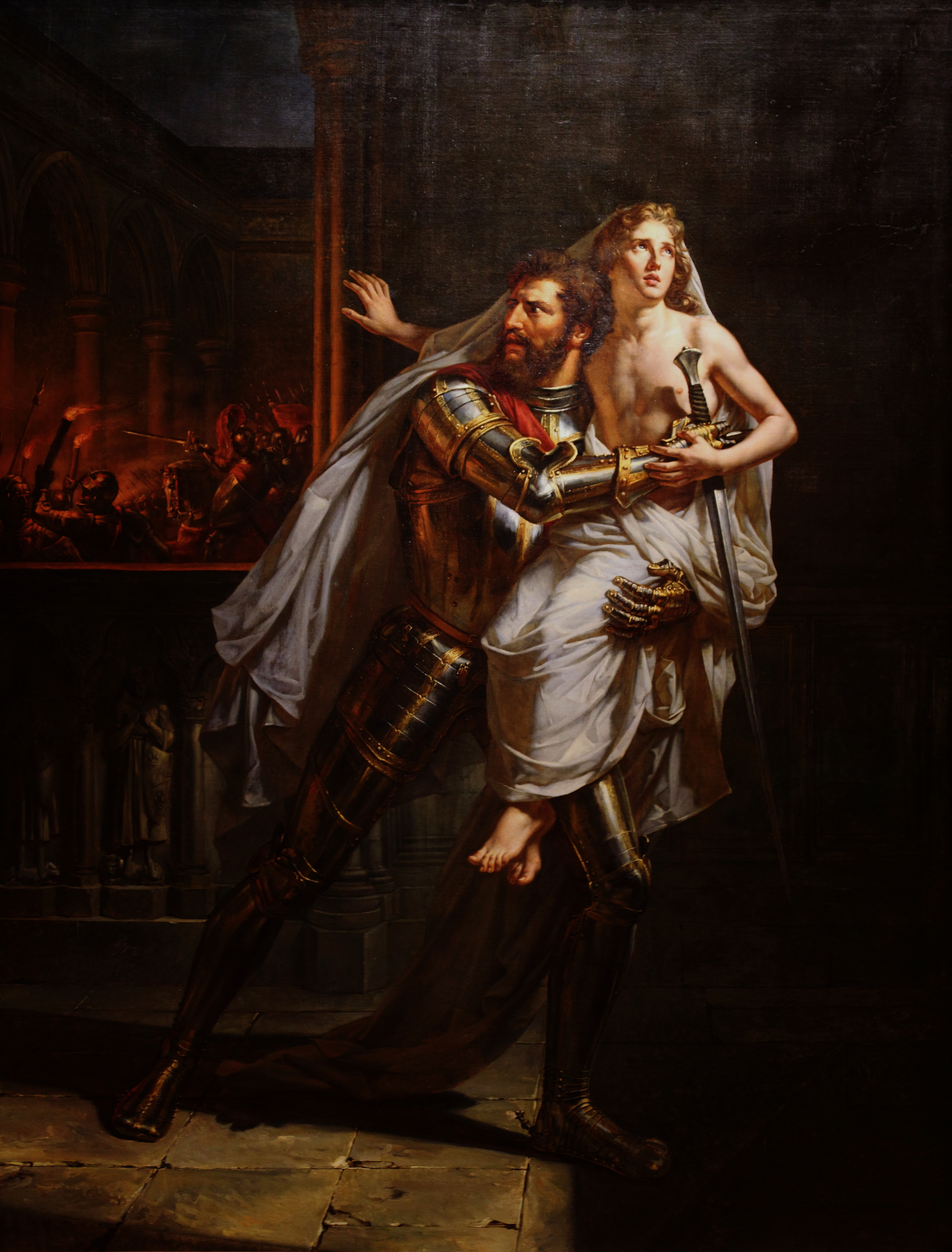
Tanneguy du Châtel.
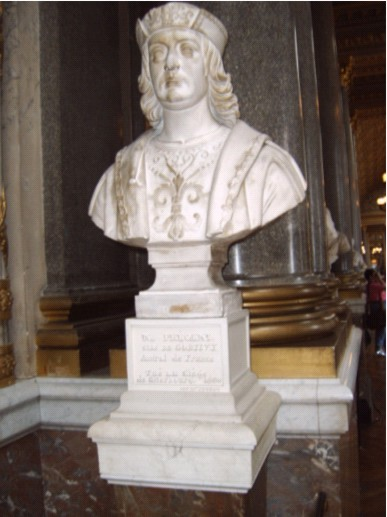
Prigent de Coëtivy.
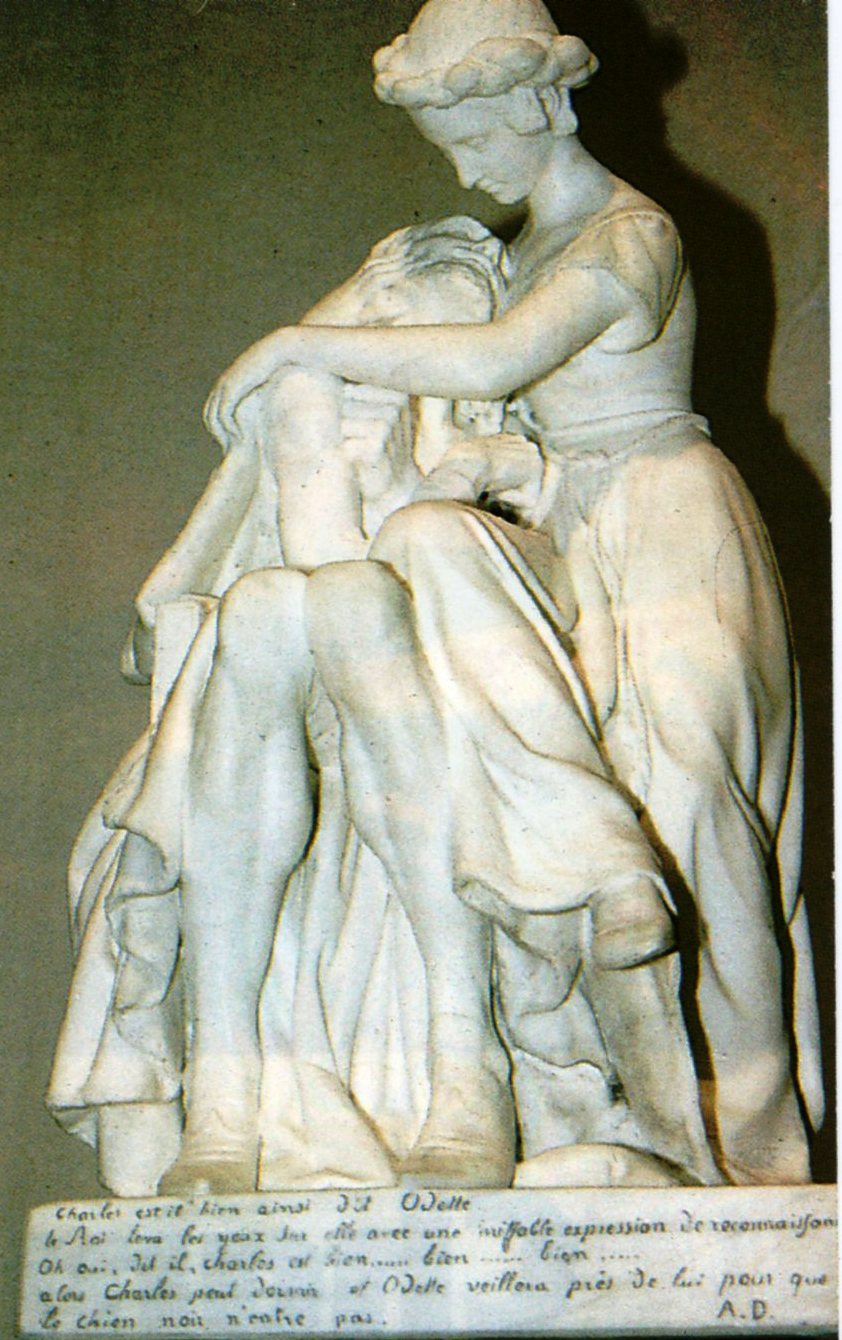
Charles VII et Odinette.
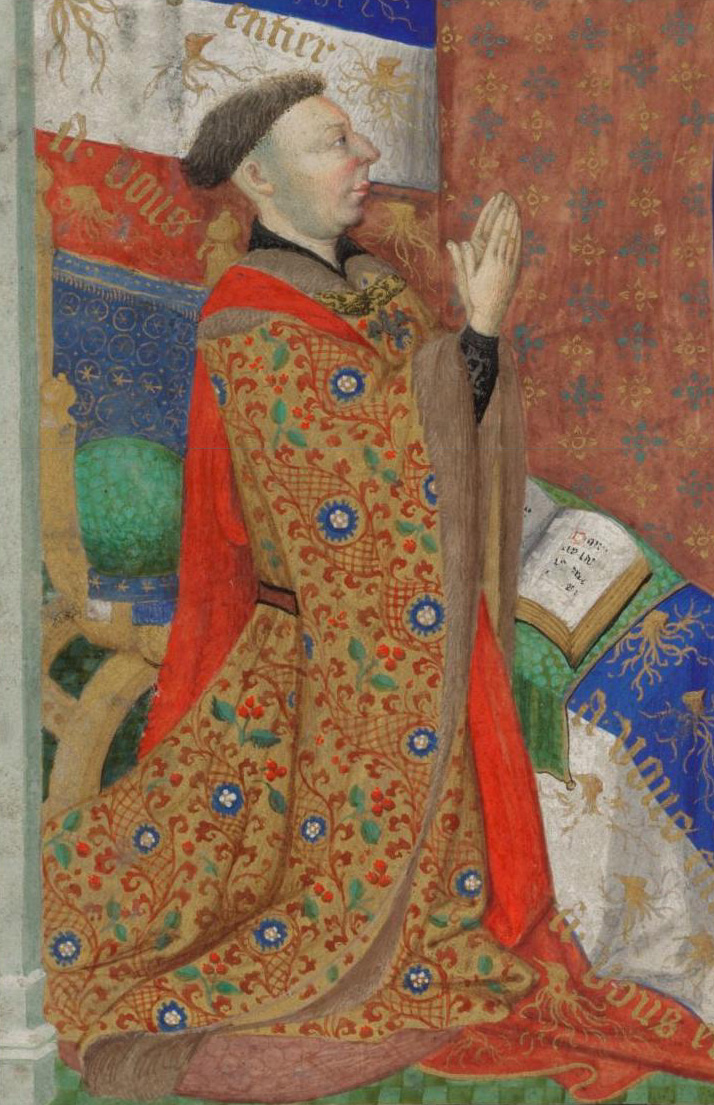
Le duc de Bedford.

##### Le village
D'après les actes cités à propos des résidences bagnoletaises, le village tire ses ressources essentielles des vignes qui couvrent ses coteaux, de ses cultures et de ses grains (moulin à vent), et des plâtrières.
La guerre civile entre Armagnacs et Bourguignons ravage le royaume et l'occupation anglaise a de désastreuses conséquences sur les habitations des villes et des villages. Bagnolet n'y échappe pas et voit des maisons, dont celle de Pierre des Essarts, incendiées par l'armée des Princes en 1411. D'autre part, les hivers rigoureux de 1420 à 1437 entrainent de graves disettes qui sont sources d'épidémies de grippe, peste et variole. La population est diminuée de moitié dans les villages d'Île-de-France, mais Bagnolet n'est pas expressément citée.

### Époque moderne

#### Autour des origines du château

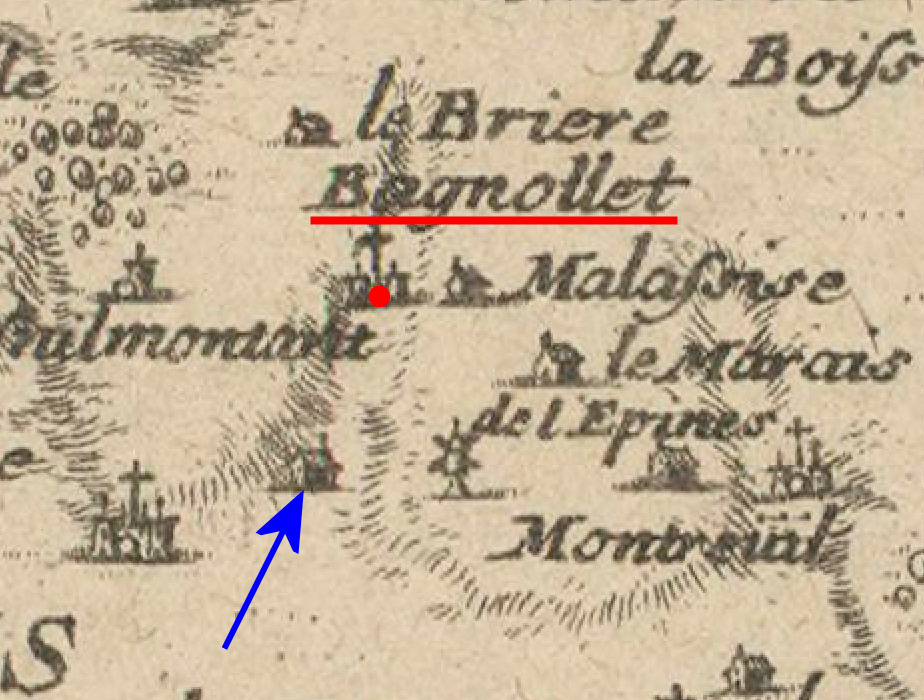
Localisation de l'hôtel seigneurial, en bas du « fossé de Bagnolet », vers 1700.

À la fin du XVIe siècle, Estienne Regnault, seigneur de Ferrières-en-Brie, devient le premier seigneur haut justicier de Bagnolet. En 1586, il acquiert du roi Henri III la haute, moyenne et basse justice sur tout le village et sur la paroisse, en plus du fief anciennement appelé l'Hôtel de Bagnolet. Il acquiert aussi d'autres propriétés : le fief du Pannetier de Saint-Denis, sur Charonne et Bagnolet, en 1585 ; le fief des Guesdons situé sur Montreuil et Bagnolet, en 1600 ; le domaine de Vaugary, dans Bagnolet, en 1597, où il va résider dans un manoir qui sera appelé « la maison du Milieu » aujourd'hui situé 43, rue Sadi-Carnot. Devant la porte du logis, il fait construire une fontaine alimentée par les eaux collectées dans un réservoir situé en haut de Bagnolet. Plus tard, il fait bâtir « sa grande maison et hôtel seigneurial en bas Bagnolet » sur les lieux du futur château. En 1606, la terre et la seigneurie est saisie et adjugée à son fils Germain ; la maison du Milieu, elle, est adjugée au valet de chambre du Dauphin pour le compte du futur Louis XIII.
En 1611, la propriété de Germain Regnault est à nouveau saisie et adjugée pour 14 000 livres à Jean Davy Du Perron, frère de Jacques Davy du Perron, cardinal. Ils seront tous deux archevêques de Sens et Jean sera le dernier prélat à avoir Paris comme évêché dans son archidiocèse (Paris sera métropole en 1622). Les deux frères résideront dans « la grande maison » ; ils augmenteront par différentes acquisitions le parc et l'enclos du nouveau domaine. C'est là que Jacques mourra en 1618. Après le décès de Jean en 1622, leur neveu vendra l'ensemble de la seigneurie en 1625 à Étienne Briyois, secrétaire du roi Louis XIII.
De 1625 à 1631, Étienne Briyois, homme ambitieux et ayant le goût du luxe, agrandit le domaine ; on ne compte pas moins de 71 contrats d'acquisition. Malheureusement pour lui, endetté, il sera poursuivi. La terre et seigneurie de Bagnolet seront remis par bail judiciaire à la comtesse de Soissons contre un versement de 85 000 livres en 1639.
De 1636 à 1692, la comtesse de Soissons, Anne de Montafié puis sa fille Marie de Bourbon-Condé seront dames de Bagnolet. Anne de Montafié augmente l'étendue du domaine et fait l'acquisition, en face l'église de la paroisse d'une maison à usage d'auditoire (bâtiment destiné à l'exercice de la justice). La résidence, elle, comprend « des logements magnifiques, galeries, fontaines et jardins et une infinité de rares curiosités… ». Marie, sa fille, a la jouissance du domaine au décès de sa mère en 1644. Elle y recevra Marie d'Orléans-Longueville et probablement Jean Loret, poète, attaché aux Longueville.

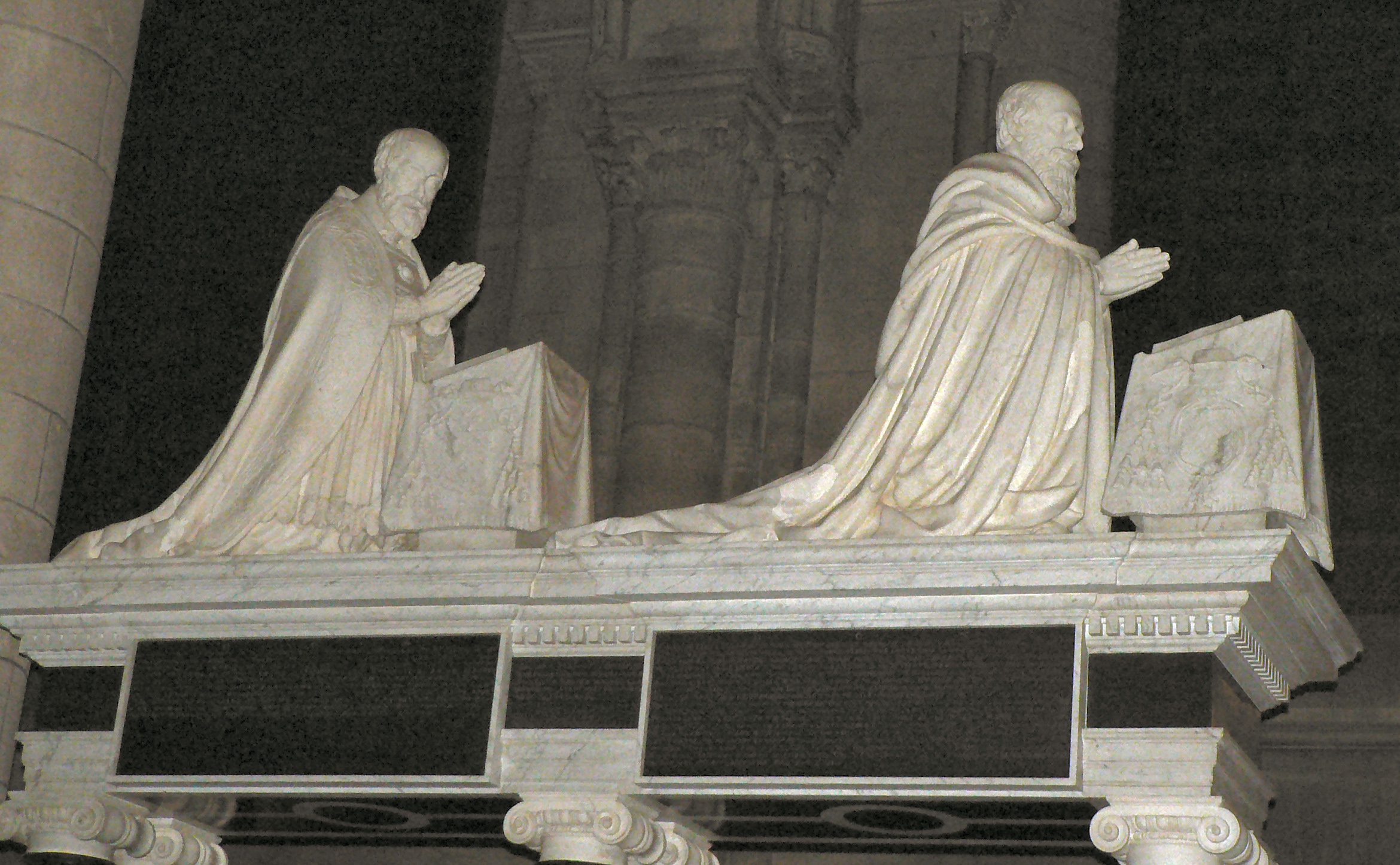
Les frères Davy du Perron ; Jacques est devant.
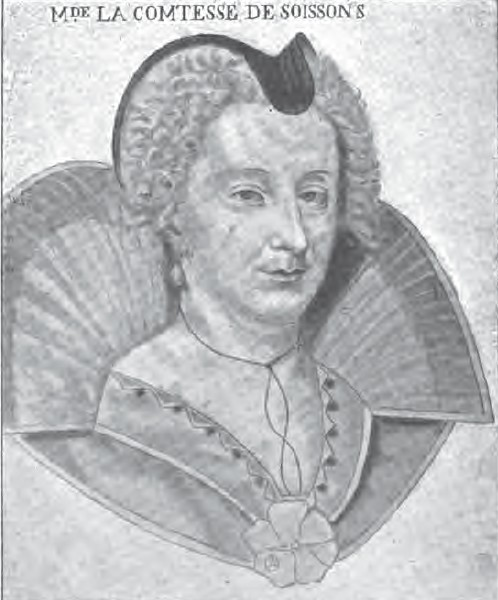
La comtesse de Soissons.
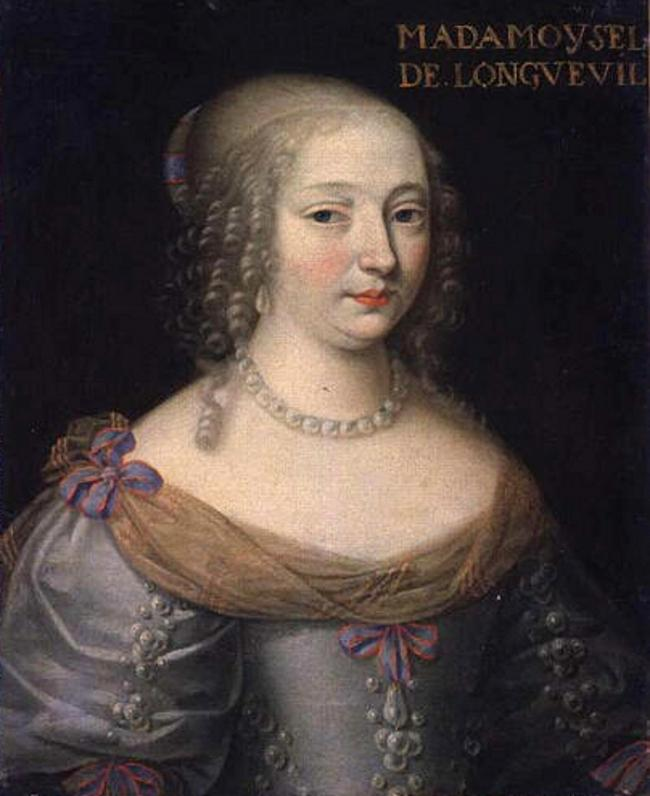
Maie d'Orléans-Longueville.
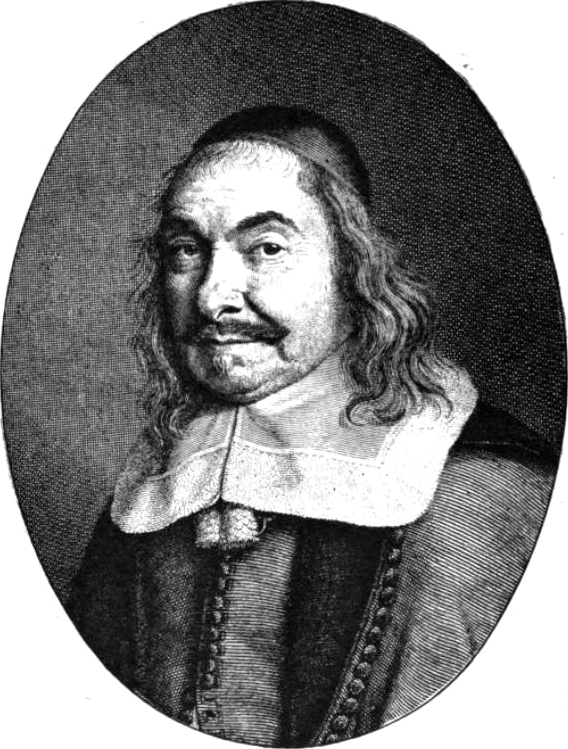
Jean Loret, poète.

#### Le château
En 1700 - après le décès de Marie en 1692 - Bagnolet sera vendu à François (ou Jean ?) Le Juge, fermier général. Il posera « la première pierre de taille du gros pavillon » de ce qu'on peut alors appeler le château.
En 1711, Louis Chevalier, secrétaire du Roi est le nouveau propriétaire de la seigneurie de Bagnolet. Il fondera en 1714 « l'établissement de deux sœurs de la Charité pour le soulagement des pauvres malades et l'instruction de la jeunesse »
En 1719, la duchesse d'Orléans, fille de Louis XIV et épouse du Régent Philippe d'Orléans, acquiert à son tour la seigneurie et le château pour 82 817 livres.

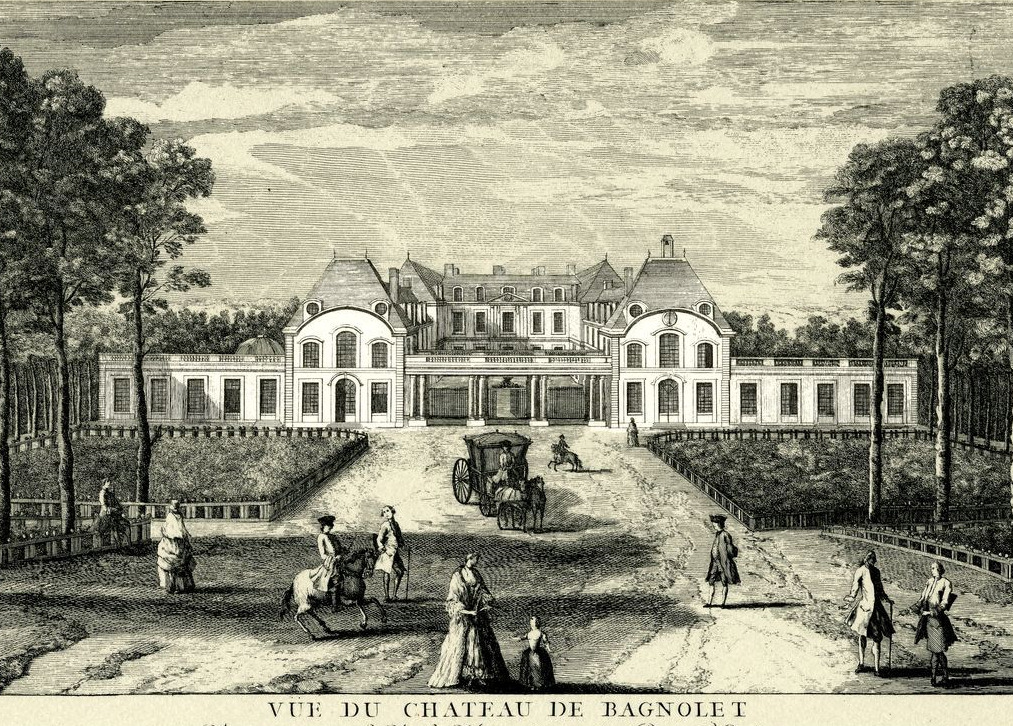
Le château et son avant-cour, en venant de Bagnolet, vers 1730.
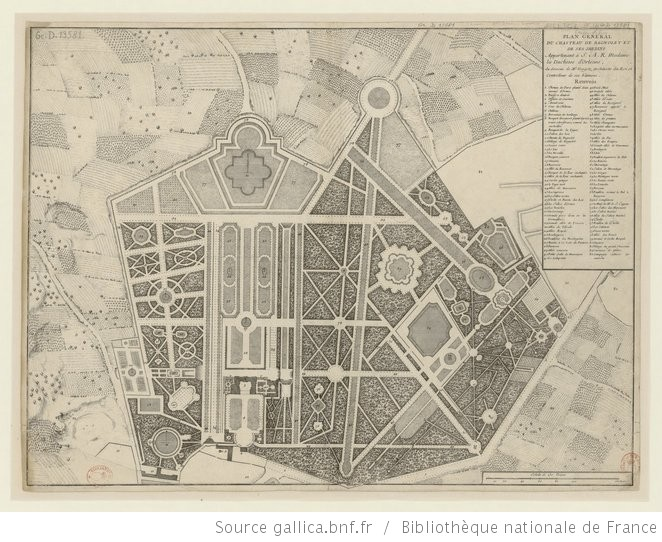
Plan général du château et de ses jardins vers 1725. Le nord (entrée vers Bagnolet) est en bas de la gravure.

### De la Révolution à aujourd'hui

#### XIXesiècle: premiers développements d'un faubourg parisien
En 1859, Bagnolet incorpore une petite partie de la commune de Charonne.
La nouvelle commune des Lilas créée en 1867 incorpore la partie du territoire de Bagnolet  au nord de la rue de Noisy-le-Sec, limitée à l’est par l’avenue du Maréchal-Juin, au nord par la rue Romain Rolland et la rue de Paris (anciennes limites communales avec Romainville). Cet ensemble comprend le territoire de l’ancien parc du château des Bruyères.

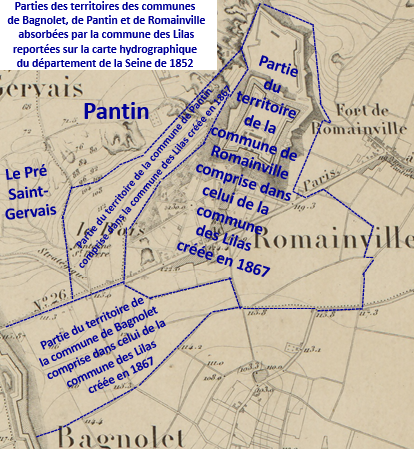
Territoire des Lilas pris sur les communes voisines en 1867, notamment Bagnolet
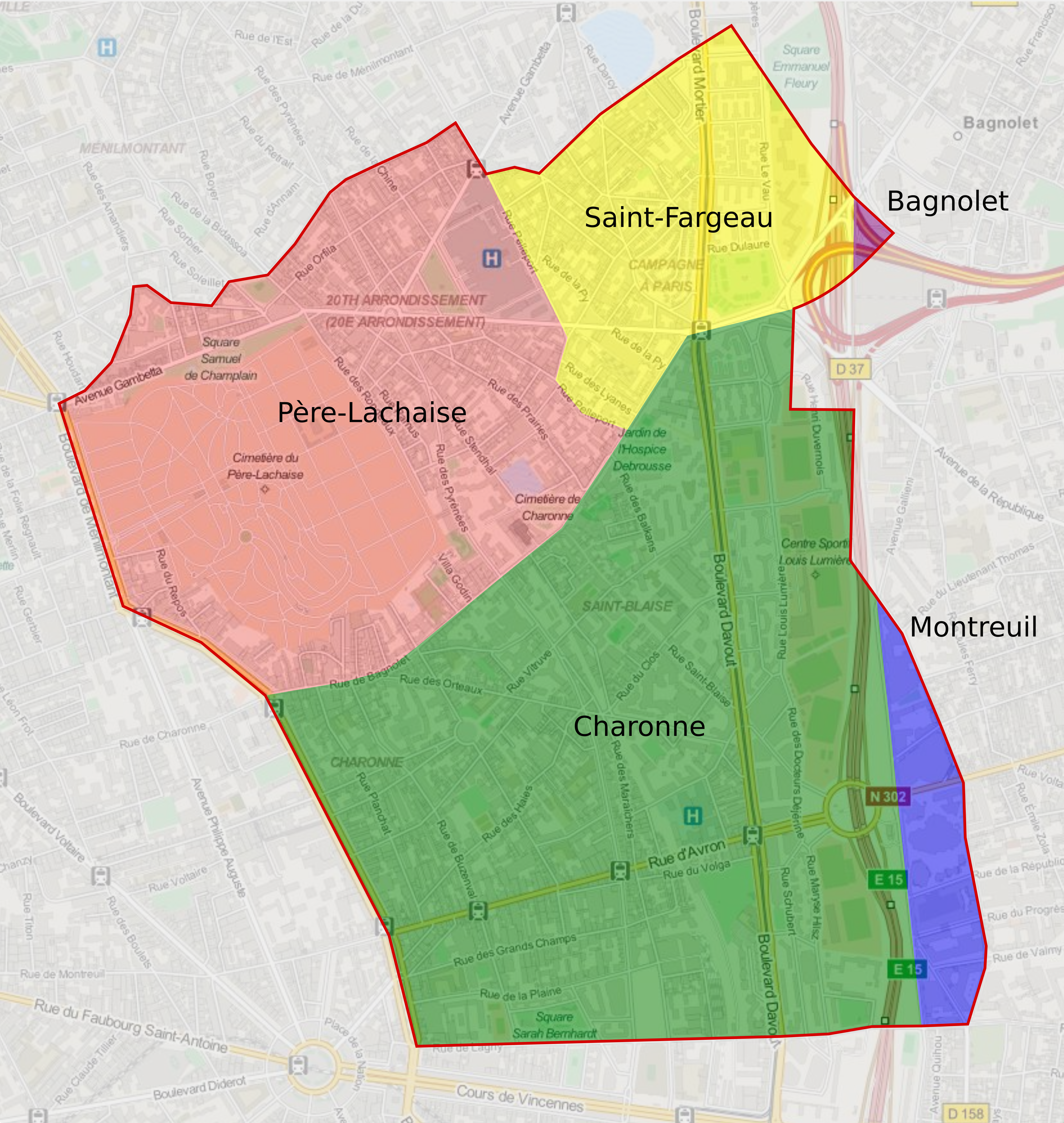
Répartition du territoire communal de Charonne entre les quartiers parisiens et les communes limitrophes, notamment Bagnolet.
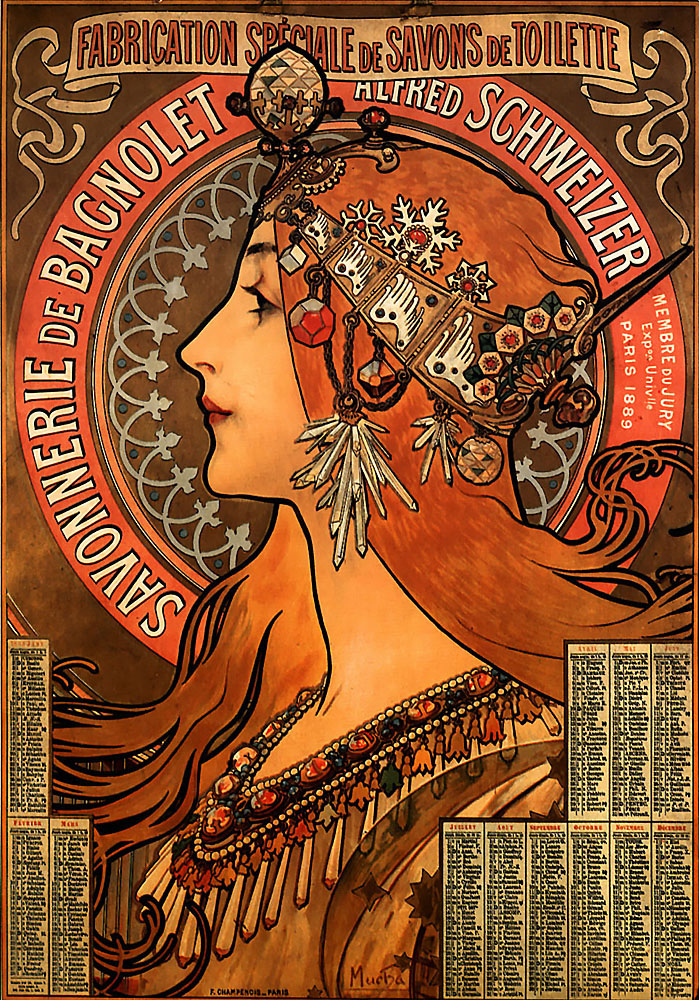
Affiche promouvant la savonnerie de Bagnolet, Alfons Mucha (1897).

Au milieu du XIXe siècle et après l’annexion de Charonne, Bagnolet devient un faubourg de Paris, accessible depuis la Capitale via la porte de Bagnolet. La commune se densifie et s’étend lentement, notamment au nord, le long de la route de Paris à Romainville. La population s'accroît et passe de 919 habitants en 1801 à 1556 en 1856. Des travaux publics accompagnent ce développement démographique : pavage de la rue Sadi Carnot (1827), mairie (1834), école publique (1842) et nouveau cimetière. La municipalité est alors dirigée par de grands propriétaires, comme la famille Vienot (1862-1880), exploitants de carrière de gypse.
En 1865 est aménagé un aqueduc souterrain, afin d’alimenter le réservoir de Ménilmontant par les eaux de la Dhuis. Propriété de la Ville de Paris, son tracé non constructible suit celui des parcelles et crée une coupure douce.
La population passe à 2 861 habitants en 1876, rapidement amputé de 357 habitants devenus lilasiens en 1887. Le bourg poursuit un développement lent, toujours le long de la rue principale. L'activité économique varie peu. Les premières usines s’installent aux Lilas et à Montreuil, le relief plus escarpé, l’enclavement et l’absence d’une grande voie de communication limitant l’installation de grandes usines à Bagnolet.
Le dernier quart du XIXe siècle voit la population de Bagnolet tripler, atteignant 8779 habitants en 1901. Le village-rue se transforme à mesure que l’urbanisation gagne les rues parallèles à la voie principale. Un grand nombre de sentiers sont transformés en rues (notamment aux Coutures) tandis que de nouvelles voies publiques (rue Raoul-Berton par exemple) ou privées (dans le cadre de lotissements) sont créées. Des chemins de grande communication sont ouverts. En 1890, l'avenue Gallieni, dans le prolongement de la rue Sadi-Carnot vers la porte de Montreuil, est la première rue à traverser l'ancien parc du château.
Les premiers lotissements apparaissent le long de la rue de Pantin, des rues Louis-David, Diderot et Jean-Baptiste-Clément. L'extension la plus considérable concerne les Coutures, où bâtiments d'activités et d'habitations s'implantent sur les anciens vignobles. Le développement du quartier est très rapide (374 habitants en 1872, 6 500 en 1911). Entre les carrières et les Coutures, le lotissement de Vienotville voit le jour.
De grands secteurs demeurent néanmoins vierges de toute construction (la Noue, les Malassis, le Plateau et l’ancien parc du château). L’économie reste quant à elle dominée par l'agriculture et notamment la culture d’arbres fruitiers en clos (229 hectares en 1902).

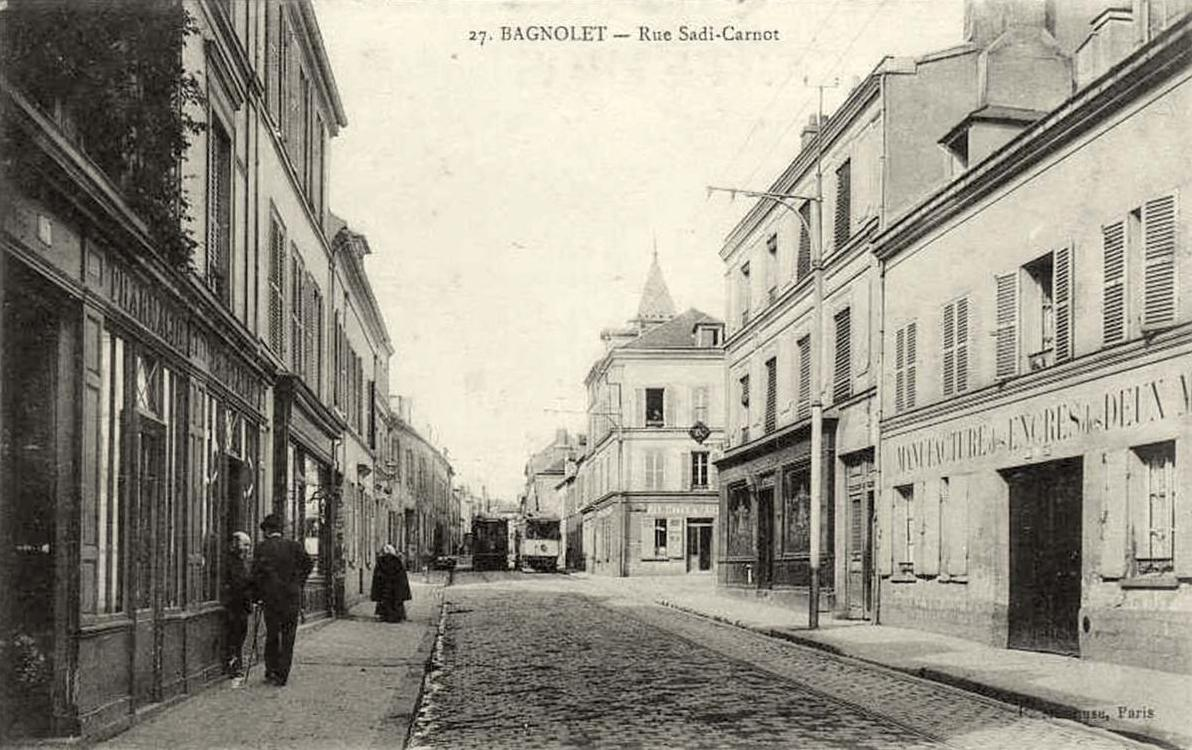
La rue Sadi-Carnot au début du XXe siècle.

La commune de Bagnolet ne présentant ni grands espaces plats, ni infrastructures satisfaisantes, elle se trouve écartée de l’explosion industrielle de la proche banlieue parisienne. A côté des activités d'extraction, seules une cartonnerie et deux fabriques de colle animale semblent s'être ouvertes au lendemain des annexions parisiennes. Les industries s’implantent sur un rythme lent durant plus de 30 ans et sur les grands axes : rues Sadi-Carnot, Robespierre, Etienne Marcel, Fraternité, Noisy-le-Sec. Les plus importantes sont issues du secteur de la chimie : colle, savonnerie, encre, vernis et cirage. Ces activités insalubres sont caractéristiques de l'industrie de la banlieue nord-est en cette fin du XIXe siècle, mais il ne s’agit pas de grandes industries chimiques lourdes comme dans la Plaine Saint-Denis par exemple. Apparaissent également quelques fonderies, entreprises de petite métallurgie ou de mécanique de précision, mais aussi des fabriques d’objets destiné à approvisionner un marché parisien en plein essor. Cette période voit la constitution d'un réseau dense d'artisans ; certains travaillant en sous-traitance, comme le travail de confection à domicile, et d'autres constituant une extension des activités parisiennes.
L’activité d’extraction de gypse est peu à peu remplacée par la fabrication de briques et céramiques, qui exploite les couches d'argile interstitielles laissées apparentes par l'extraction du gypse. Entre 1885 et 1890, les établissements Dubos et Breugnon, suivis quelques années plus tard par la Grande briqueterie de Paris, s'ouvrent au plus près des carrières sur la rue Robespierre et au sud de Sadi- Carnot.
À partir de 1880 et pendant 40 ans, la commune est tenue par deux listes d'élus radicaux-socalistes regroupant des industriels. De nouveaux équipements publics sont construits lors de cette période : une mairie et des écoles à proximité du bourg (1881), une école dans le quartier des Coutures (1887), le raccordement à l’eau potable (1870), l’éclairage au gaz (1862) et l’électricité (1905). Deux lignes de tramway desservent la commune à partir de 1901. Le bourg est accessible par la ligne Mairie de Bagnolet – Opéra et le sud de la commune par la ligne Montreuil – Place de la République (rue Robespierre).

#### 1900 - 1945: urbanisation d'une ville de laceinture rouge
L’urbanisation de la commune s’accélère jusqu’à la Seconde Guerre mondiale. Le percement en 1912-1913 des deux grands axes Gambetta et République, en pattes d’oie depuis la porte de Bagnolet, permettent de structurer la ville par son entrée principale. Les quartiers déjà urbanisés se densifient et de nouveaux lotissements voient le jour comme Bellevue et Val-Fleuri. Le plateau voit l'apparition d'un habitat diffus (pavillons individuels et petits immeubles) le long des lanières agricoles, sans bouleverser l'organisation parcellaire. Des logements Habitation à bon marché sont érigés rue Floréal, ainsi qu’une cité-jardin, rues Girardot et Louise-Michel. Les secteurs moins propices à l’habitation (la Noue, coincé entre deux carrières, et les Malassis, sur le plateau) voient leurs jardins remplacés par des constructions peu qualitatives et souvent illégales. Le secteur Gallieni-République, avec son terrain plat, ses grandes parcelles et ses deux grands axes routiers, favorise quant à lui l’installation d’industries et d’ateliers. La Ville fait construire un bain-douche (5, rue Hoche), un dispensaire (4 rue du Lieutenant Thomas), une école (groupe scolaire Travail), un nouveau cimetière et le square Schnarbach, ainsi qu'une école de plein air en 1925 à la Noue. L'Eglise et les associations catholiques construisent une église et un dispensaire aux Coutures et une école à proximité du bourg (Regina-Pacis).
L’économie de la commune mute. Les vins locaux mis à mal par les vins importés de toute la France via le rail, la vigne est arrachée pour laisser place aux nouvelles constructions et nouvelles cultures. Les pêchers sont remplacés par les pommiers et poiriers, mais la culture dominante est désormais celle des fleurs en plein champ ou en serre. L’agriculture diminue et la population est alors majoritairement composée d’ouvriers travaillant dans les usines et ateliers bagnoletais ou parisiens. La dernière plâtrière cesse son activité à la fin des années 1920, tandis que les briqueteries poursuivent leur production jusqu'aux années 1950.
Le communiste Paul Coudert remporte la municipalité en 1929. Bagnolet devient alors l’une des communes emblématiques de la Ceinture rouge. Le Parti communiste français a fourni l'ensemble des maires de la commune de 1929 à 2014.
La même année, la ville de Paris incorpore la zone non aedificandi qui longeait sur une largeur de 250 mètres l'enceinte déclassée en 1919 faisant auparavant du territoire communal de Bagnolet, soit l'espace compris entre, d'une part, les boulevards Mortier et Davout et, d'autre part la rue Pierre-Soulié, le boulevard périphérique et l'avenue du Professeur-André-Lemierre.La "Zone" est alors occupée par des constructions sauvages et 42 000 habitants pendant l'entre-deux-guerres, devenant le plus grand bidonville de France.
Le « Projet d'aménagement, d'embellissement et d'extension de la commune de Bagnolet » est présenté par la Préfecture de la Seine en 1930. Il prévoit l'élargissement et l’alignement de nombreuses voies ainsi que la construction de plusieurs équipements (bureaux municipaux, école Jean Jaurès, aménagement des carrières, du dépôt de pavé de la Ville de Paris et du château de l’étang en parcs, etc.). Ce projet sera en grande partie réalisé après la Seconde Guerre mondiale.

#### Depuis 1945: Grands travaux et rénovation urbaine

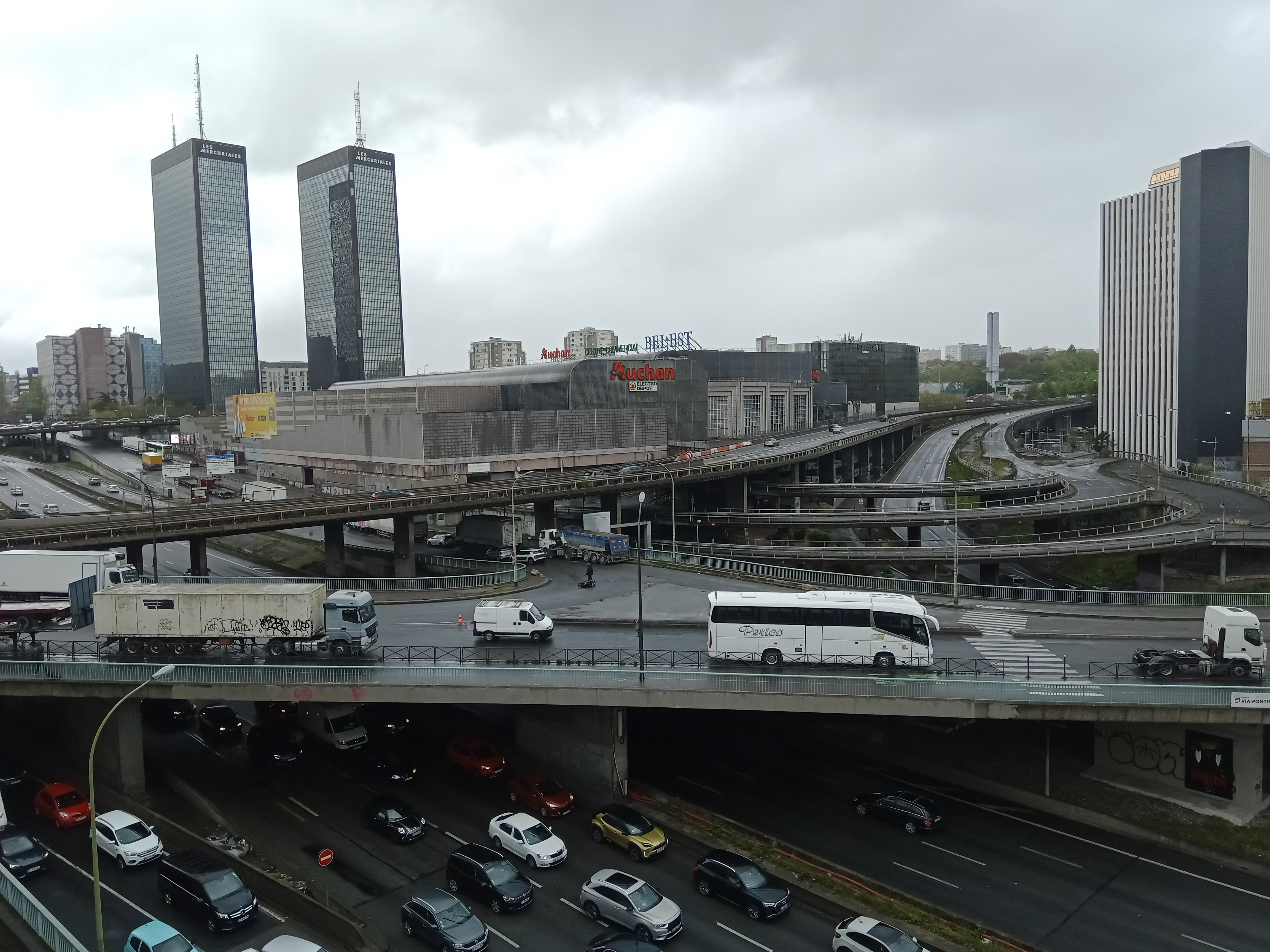
Vue de la Porte de Bagnolet, Paris

Dans les années 1960, une partie de Bagnolet est détruite pour construire l'autoroute A3 et la porte de Bagnolet. Les parcs de Jean Moulin et des Guilands sont aménagés aux alentours, afin de limiter les nuisances. L'échangeur de la porte de Bagnolet doit avoir une portée multimodale, abritant le terminus de la ligne 3 du Métro, Gallieni, une gare routière et un parking d'intérêt régional. Les travaux du pôle s'achèvent en 1970, et renforcent la rupture territoriale entre Bagnolet et la capitale.
Un projet économique et urbain accompagne ces infrastructures : l’opération « Centre Sud » est menée entre 1964 et 1976 par la ville de Bagnolet et Serge Lana, architecte en chef de l’opération. Du point de vue économique, il s’agit de mettre à profit l’hyper accessibilité et la visibilité du secteur, pour en faire une vitrine économique, un lieu d’emploi des salariés de l’Est parisien et d’opérer un rééquilibrage par rapport à la Défense, à l’ouest. Ce programme mixte n’est pas réalisé en totalité, mais 3 200 logements, 160 000 m² de bureaux, deux hôtels, un parc et un centre commercial sont tout de même construits.

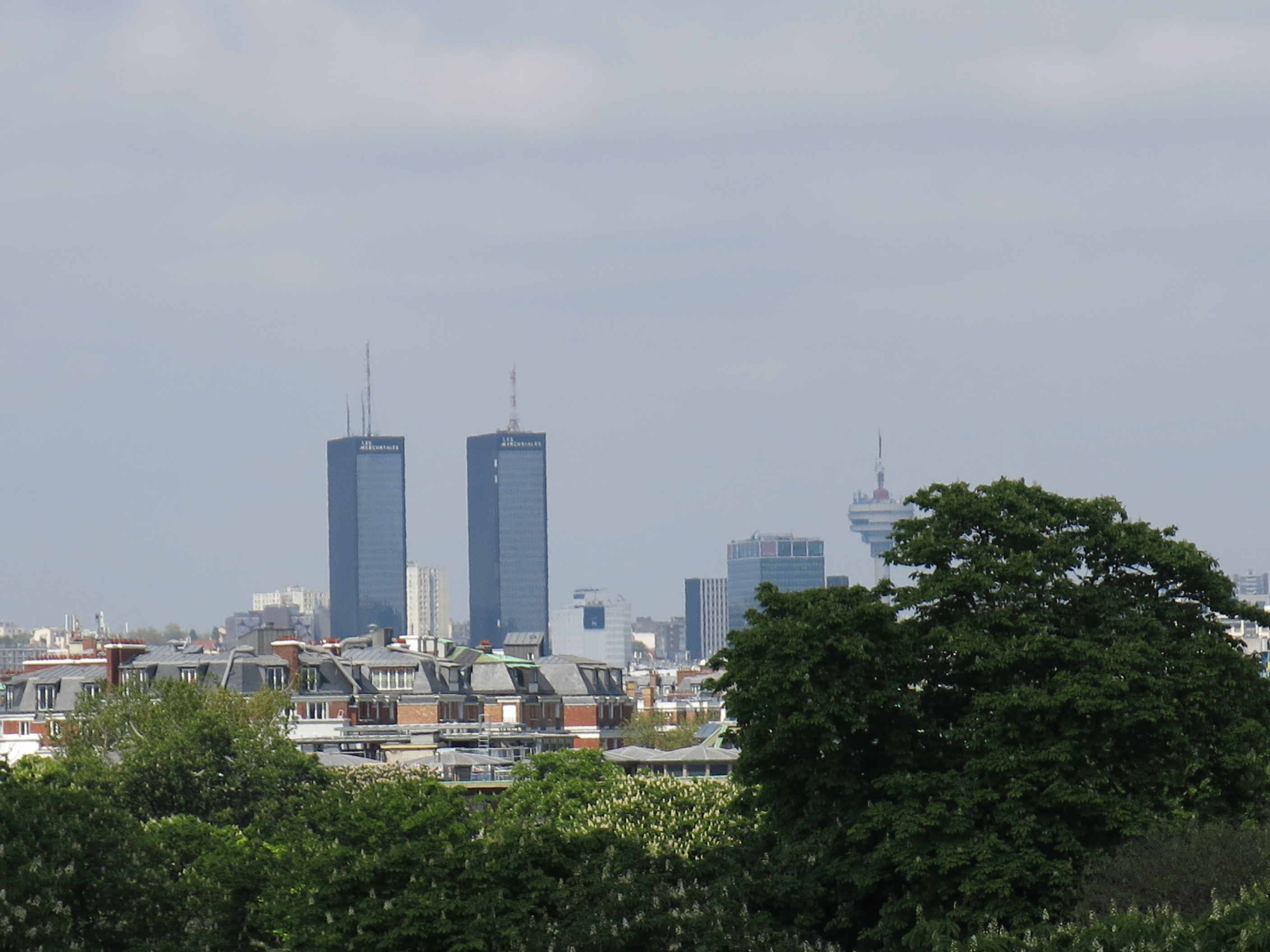
Vue sur les Tours Mercuriales, Paris, 2023

L’urbanisme moderne est privilégié, notamment l’aménagement sur dalles -particulièrement pour les îlots les plus proches de l’échangeur - et la grande hauteur. Pour accompagner l’arrivée de ces infrastructures autoroutières et l’émergence d’un nouveau pôle économique, Lana conçoit un grand paysage en mouvement : « la colonnade », une série de tours le long de l’autoroute A3, dont les Tours Mercuriales sont la figure de proue. Malheureusement, en 1971, une fois les éléments fonctionnels achevés, les crédits se tarissent et limitent le projet au strict nécessaire. Les tours Mercuriales sont achevées en 1976, de même que d’autres tours plus petites, de part et d’autre de l’autoroute A3.
Pendant cette période, de nombreuses opérations de construction ou de rénovation urbaine voient le jour à Bagnolet. Des ensembles sont construits ex nihilo sur des parcelles encore en culture ou urbanisées de façon précaires, comme aux Malassis, à la Dhuys ou à la Noue. Les grands travaux réalisés au niveau de l’échangeur entraînent un renouvellement de l’habitat dans le bas du village, sur le tracé viaire[Quoi ?] ancien. Le centre-bourg ancien décline lentement au profit de l’échangeur, nouveau pôle d’attraction multimodal, économique et commercial. Beaucoup de maisons et immeubles anciens, souvent insalubres, sont détruits et remplacés par des constructions modernes.
Le ministère de la Reconstruction et de l'Urbanisme (MRU) s’intéresse au terrain des Malassis, sa taille et sa relative disponibilité permettant d'envisager d'en faire un des quatre sites des « quatre mille logements pour la région parisienne ». Le chantier est confié à Bernard Zehrfuss, qui conçoit les immeubles de Bagnolet identiques à ceux qu'il dessine pour Nanterre. Sept cent quarante et un logements seront construits, auxquels s’ajouteront huit cent quatre-vingt-trois autres issus d’un projet complémentaire proposé par la commune.
La commune se dote d’un office HLM en 1951, qui accompagne la construction et la gestion de plusieurs ensembles : la cité Anatole-France (1955), le quartier des Malassis et des Rigondes (1957), les ensembles Girardot, Pierre-et-Marie-Curie, Robespierre (1961-1970) et le quartier de la Noue (1971).
L’agriculture disparaît totalement lors de cette période, remplacée par l’activité tertiaire, favorisée par la construction de tours de bureaux. L'industrie traditionnelle laisse place à des activités de logistique et d'entreposage, tandis qu’un tissu artisanal réduit se maintient difficilement. Si le secteur d'activité de la Noue se construit, les vieux ateliers disparaissent ou sont réhabilités en lieu d'activité (ancienne usine Belin), lieux de spectacles ou en habitat individuel (loft).
Les Trente Glorieuses sont marquées par une évolution de la structure industrielle de la ville tant au niveau de la taille des entreprises que des activités. Les secteurs de la métallurgie de transformation et de la mécanique se développent, tandis que l’industrie liée au bois décline. Les sites s’étendent et se reconstruisent sur eux-mêmes, le territoire n’offrant alors plus d’opportunités foncières intéressantes. Les activités tertiaires remplacent également de nombreuses unités industrielles.

## Politique et administration

### Rattachements administratifs et électoraux
Rattachements administratifs
Antérieurement à la loi du 10 juillet 1964, la commune faisait partie du département de la  Seine. La réorganisation de la région parisienne en 1964 fit que la commune appartient désormais au département de la Seine-Saint-Denis et à son arrondissement de Bobigny après un transfert administratif effectif au 1er janvier 1968.
Elle faisait partie de 1801 à 1967 du canton de Pantin de la Seine. Lors de la mise en place de la Seine-Saint-Denis, la ville devient en 1967 le chef-lieu du canton de Bagnolet. Dans le cadre du redécoupage cantonal de 2014 en France, cette circonscription administrative territoriale a disparu, et le canton n'est plus qu'une circonscription électorale.
Le consulat général du Mali en France est situé à Bagnolet, au 53, rue Hoche. De nombreux ressortissants de ce pays sont d'ailleurs établis en Seine-Saint-Denis, notamment à Montreuil, commune limitrophe.
Rattachements électoraux
Pour les élections départementales, la commune est depuis 2014 le bureau centralisateur d'un nouveau canton de Bagnolet
Pour l'élection des députés, elle fait partie de la septième circonscription de la Seine-Saint-Denis.

### Intercommunalité
Après les élections municipales de 2008, les villes de Bagnolet, Bobigny, Bondy, Les Lilas, Montreuil, Noisy-le-Sec, Le Pré-Saint-Gervais, Pantin et Romainville ont entamé les réflexions en vue de la création d'une communauté d'agglomération. Celle-ci, dénommée communauté d'agglomération Est Ensemble a été créée au 1er janvier 2010.
Bagnolet a également adhéré au syndicat Paris Métropole.
Dans le cadre de la mise en œuvre de la volonté gouvernementale de favoriser le développement du centre de l'agglomération parisienne comme pôle mondial est créée, le 1er janvier 2016, la métropole du Grand Paris (MGP), à laquelle la commune a été intégrée.
La loi portant nouvelle organisation territoriale de la République du 7 août 2015 (Loi NOTRe) prévoit également la création le 1er janvier 2016 d'établissements publics territoriaux (EPT), qui regroupent l'ensemble des communes de la métropole à l'exception de Paris, et assurent des fonctions de proximité en matière de politique de la ville, d'équipements culturels, socioculturels, socio-éducatifs et sportifs, d'eau et assainissement, de gestion des déchets ménagers et d'action sociale, et exerçant également les compétences que les communes avaient transférées aux intercommunalités supprimées.
La commune fait donc partie depuis le 1er janvier 2016 de l'établissement public territorial Est Ensemble, créé par un décret du 11 décembre 2015 et qui regroupe l'ensemble des communes qui faisaient partie de l'ancienne communauté d'agglomération.

### Tendances politiques et résultats

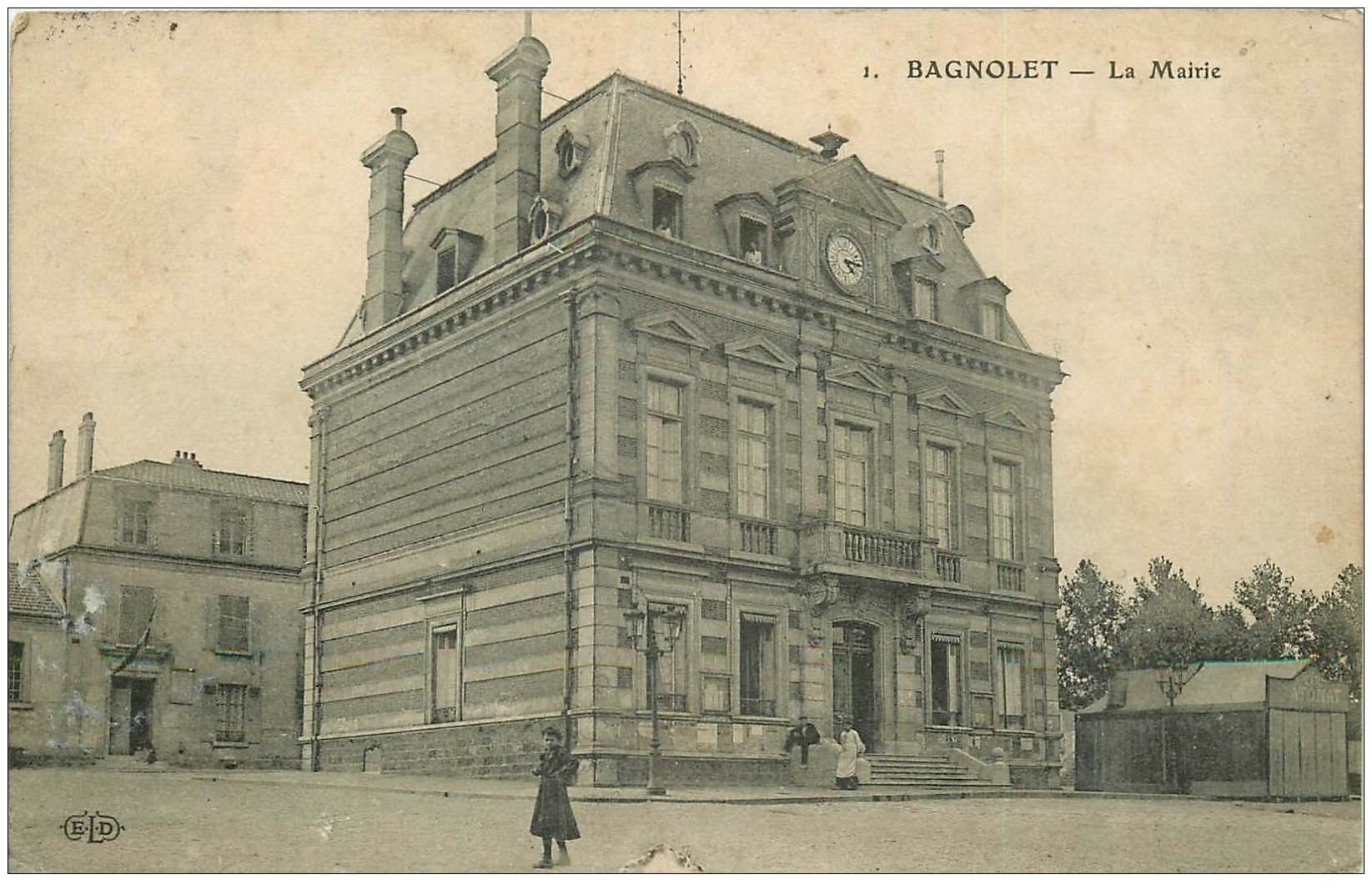
Carte postale de l'hôtel de ville de Bagnolet vers 1918.

Bagnolet a longtemps été une commune emblématique de la ceinture rouge, désignant les nombreuses villes de la banlieue parisiennes acquises au Parti communiste français. Ainsi, ce dernier a fourni l'ensemble des maires de la commune de 1928 à 2014.
Les élections nationales confirment ce fort ancrage à gauche. Lors de l'élection présidentielle française de 2012, François Hollande (parti socialiste) arrive largement en tête avec 37,19 % des voix, devant Jean-Luc Mélenchon (Front de gauche) qui reçoit 24,88 % des voix. Au deuxième tour, l'écart entre les deux candidats est particulièrement important car François Hollande l'emporte avec 72,37 % des voix contre 27,63 % des voix à Nicolas Sarkozy (Union pour un mouvement populaire) (au niveau national, les résultats sont de 52 % pour le premier contre 48 % au second).
Lors des élections législatives de 2012, Bagnolet, au sein de la 7e circonscription de Seine-Saint-Denis, a accordé 41 % de ses suffrages au candidat socialiste Razzy Hammadi et 25 % au candidat du front de gauche Jean-Pierre Brard. Au deuxième tour, en raison du désistement de ce dernier, le candidat socialiste recueille 100 % des suffrages.
Comme de nombreuses communes du département, Bagnolet connaît un taux d'abstention important, supérieur à la moyenne nationale. Ainsi, l'abstention s'élève à 49,93 % des électeurs lors de l'élection municipale de 2014 au deuxième tour ou encore à 55,68 % au second tour des élections régionales de 2015 (42 % au niveau national).
Les élections municipales de 2014 marquent la fin de cette suprématie. Le maire sortant, Marc Everbecq, n'est plus soutenu par le PCF et le Front de gauche qui sont représentés par Laurent Jamet. En effet, il est très critiqué pour sa gestion controversée de la commune et des finances locales, marquées par un fort endettement,. Pour autant, il décide de se représenter et obtient plus de 15 % des voix au premier tour avant de se désister. Au total, ce sont six listes qui sont en mesure de se maintenir au deuxième tour dont cinq de gauche, parmi lesquelles la liste du Parti socialiste dirigée par Tony Di Martino. Celle-ci fusionne avec une liste divers gauche et, au terme d'une quadrangulaire, s'impose avec 35,56 % des voix devant la liste du front de gauche qui recueille 31,35 % des voix, la liste écologiste avec 20,26 % des voix et la liste d'union de la droite avec 12,81 % des voix.
Lors du second tour des élections municipales de 2020 dans la Seine-Saint-Denis, la liste PS - PRG - GÉ menée par le maire sortant Tony Di Martino — qui a bénéficié de la fusion de la liste DVG du 1er tour menée par Édouard Denouel  — obtient la majorité absolue des suffrages exprimés, avec 3 479 voix (55,53 %, 31 conseillers municipaux élus dont 1 métropolitain).
Elle devance donc nettement la liste PCF - LFI menée par Laurent Jamet — qui a bénéficié, elle, de la fusion de la liste EÉLV - G·s - PP - PA de Claire Laurence  — avec ses 2 786 voix (44,46 %, 8 conseillers municipaux élus).

Lors de ce scrutin, marqué par la pandémie de Covid-19 en France, 63,59 % des électeurs se sont abstenus.

### Budget et fiscalité communale
En 2014, la nouvelle direction socialiste qui remplace Marc Everbecq (Parti communiste) à la tête de Bagnolet trouve une situation financière de la ville très dégradée : 15 millions d'impayés dont certaines factures datant de 18 mois. La dette atteint 109 millions d'euros. Les raisons principales en seraient les travaux de la mairie et du groupe scolaire Joliot-Curie entre 2009 et 2014, qui ont représenté près de 71 millions d'euros, soit 40 millions pour la mairie (au lieu de 22,5 millions prévus) et 31 millions pour l'école (le double du devis initial). La ville a par ailleurs un personnel plus nombreux qu'ailleurs. La ville emploie alors 1 300 agents, soit une masse salariale de 41 millions d'euros au lieu de 900 agents en moyenne pour une ville de 35 000 habitants, soit une masse salariale de 35 millions d'euros. Paradoxalement, une bonne partie des agents sont au maximum de leur plafond d'heures supplémentaires, ce qui entraîne de nombreuses heures supplémentaires,,.
En 2018, Bagnolet est la troisième ville française la plus endettée par habitant avec une dette de 3 710 euros par personne.

### Jumelages
Bagnolet est jumelée avec :
- Sesto Fiorentino (Italie) ;
- Oranienburg (Allemagne) ;

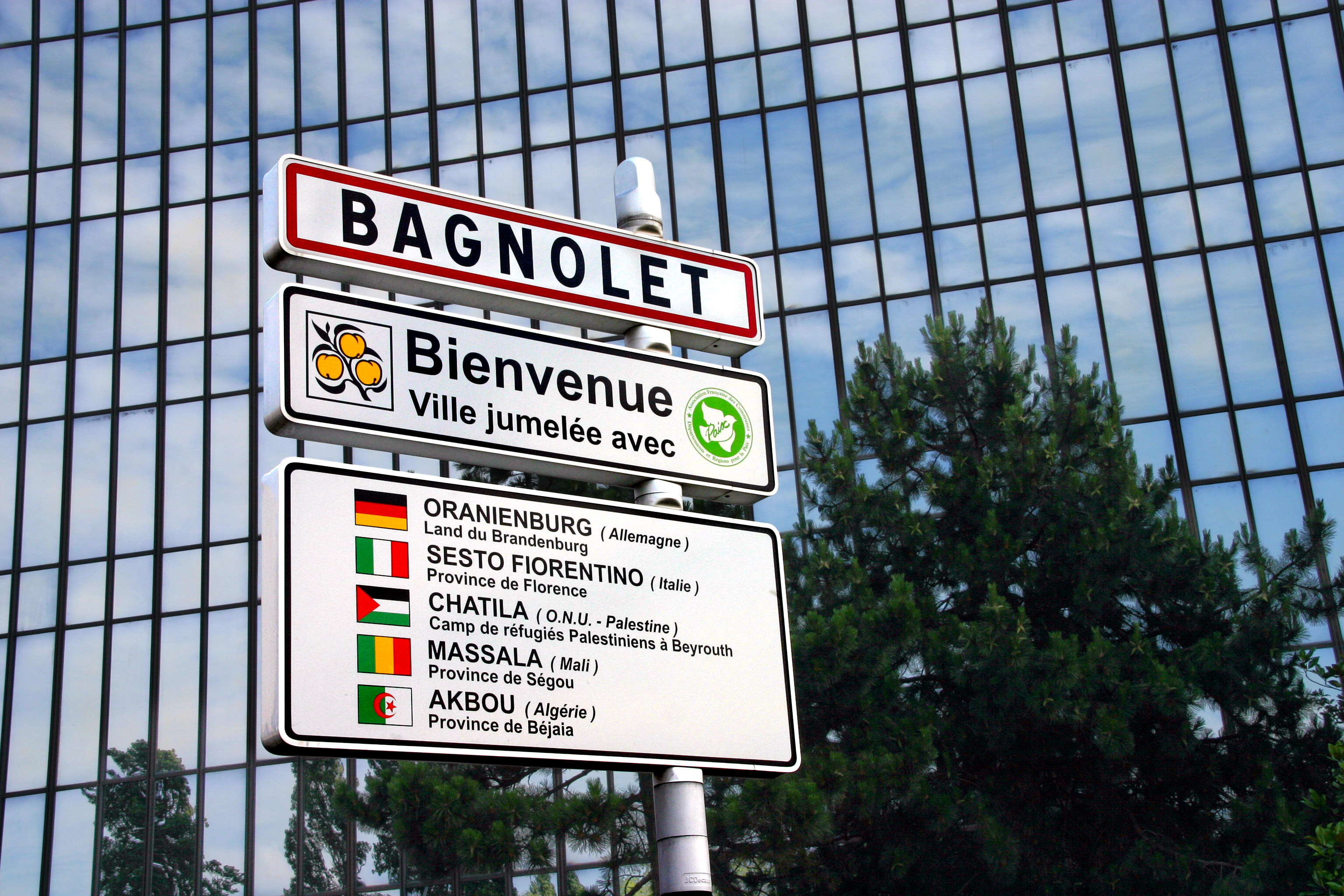
Panneau annonçant les villes jumelles de Bagnolet.

- Chatila (Liban), un camp de réfugiés palestiniens à Beyrouth ;
- Akbou (Algérie) ;
- Massala (Mali) (Mali) ;
- Le Robert (France), en Martinique.

## Population et société

### Démographie
L'évolution du nombre d'habitants est connue à travers les recensements de la population effectués dans la commune depuis 1793. Pour les communes de plus de 10 000 habitants les recensements ont lieu chaque année à la suite d'une enquête par sondage auprès d'un échantillon d'adresses représentant 8 % de leurs logements, contrairement aux autres communes qui ont un recensement réel tous les cinq ans,.

En 2022, la commune comptait 41 776 habitants, en évolution de +16,48 % par rapport à 2016 (Seine-Saint-Denis : +4,67 %, France hors Mayotte : +2,11 %).
| 1793  | 1800 | 1806 | 1821 | 1831  | 1836  | 1841  | 1846  | 1851  |
| ----- | ---- | ---- | ---- | ----- | ----- | ----- | ----- | ----- |
| 1 043 | 953  | 987  | 878  | 1 093 | 1 090 | 1 321 | 1 327 | 1 298 |

| 1856  | 1861  | 1866  | 1872  | 1876  | 1881  | 1886  | 1891  | 1896  |
| ----- | ----- | ----- | ----- | ----- | ----- | ----- | ----- | ----- |
| 1 556 | 2 553 | 2 924 | 2 597 | 2 861 | 3 839 | 5 280 | 6 124 | 7 116 |

| 1901  | 1906   | 1911   | 1921   | 1926   | 1931   | 1936   | 1946   | 1954   |
| ----- | ------ | ------ | ------ | ------ | ------ | ------ | ------ | ------ |
| 8 799 | 11 770 | 15 744 | 20 406 | 26 538 | 28 112 | 28 052 | 25 059 | 26 779 |

| 1962   | 1968   | 1975   | 1982   | 1990   | 1999   | 2006   | 2011   | 2016   |
| ------ | ------ | ------ | ------ | ------ | ------ | ------ | ------ | ------ |
| 31 591 | 34 054 | 35 906 | 32 557 | 32 600 | 32 511 | 34 069 | 34 513 | 35 864 |

| 2021   | 2022   | - | - | - | - | - | - | - |
| ------ | ------ | - | - | - | - | - | - | - |
| 39 366 | 41 776 | - | - | - | - | - | - | - |

### Enseignement
En 2016, des mères de familles se réunissent autour de personnalités locales telles que l'essayiste Fatima Ouassak pour lutter contre les discriminations et les violences que subissent les enfants racisés et leur offrir une meilleure éducation, et fondent le collectif « Front des mères ». Le 13 juin 2021, ce collectif et le mouvement Alternatiba fondent Verdragon, la première « Maison de l'écologie populaire ».

### Vie culturelle et associative
Festival de musique contemporaine Ensemble(s), théâtre L'Échangeur, Bagnolet, 4ème édition 13-17 septembre 2023 (https://festivalensembles.com/)

### Sports
Les associations sportives locales sont nombreuses et proposent des sports très variés : avec des athlètes sélectionnés pour les compétitions internationales dont les Jeux olympiques
- Alsace de Bagnolet
- AS Mesclado Show
- ASG Bagnolet (Association sportive et gymnique de Bagnolet)
- Association AJNANA
- Association Jeunesse de la Noue (AJN)
- Association ZIRI
- Boxing Club de Bagnolet
- Centre Français du Taekkyon (CFTK)
- Club Bagnolet de Lutte 93 - Les Diables Rouges
- Club de Cyclotourisme des Malassis de Bagnolet
- Compagnie d'arc Bagnolet-Belleville
- Escalade et Loisirs pour Tous
- Golden Riders
- Hirondelle des Coutures
- Rugby Club
- Shaolin Kung-fu
- Street Violence Solution (Club de self defense)
- Top Rank de Bagnolet (Club de boxe anglaise)

### Cultes
- Catholique, dépendant du diocèse de Saint-Denis :
  - Église Saint-Leu-Saint-Gilles, 86, rue Sadi-Carnot
  - Église Notre-Dame-de-Pontmain
  - Chapelle Saint-Jacques, 41 rue Louise-Michel
  - Chapelle des Saints-Apôtres, rue des Loriettes
- Protestant
- Musulman
  - Mosquée de Bagnolet, 57-60, rue Hoche.
  - Mosquée Zeytouna, 45, rue Charles-Delescluze (centre culturel musulman l'Olivier de la Paix-Zeytouna).

## Culture locale et patrimoine

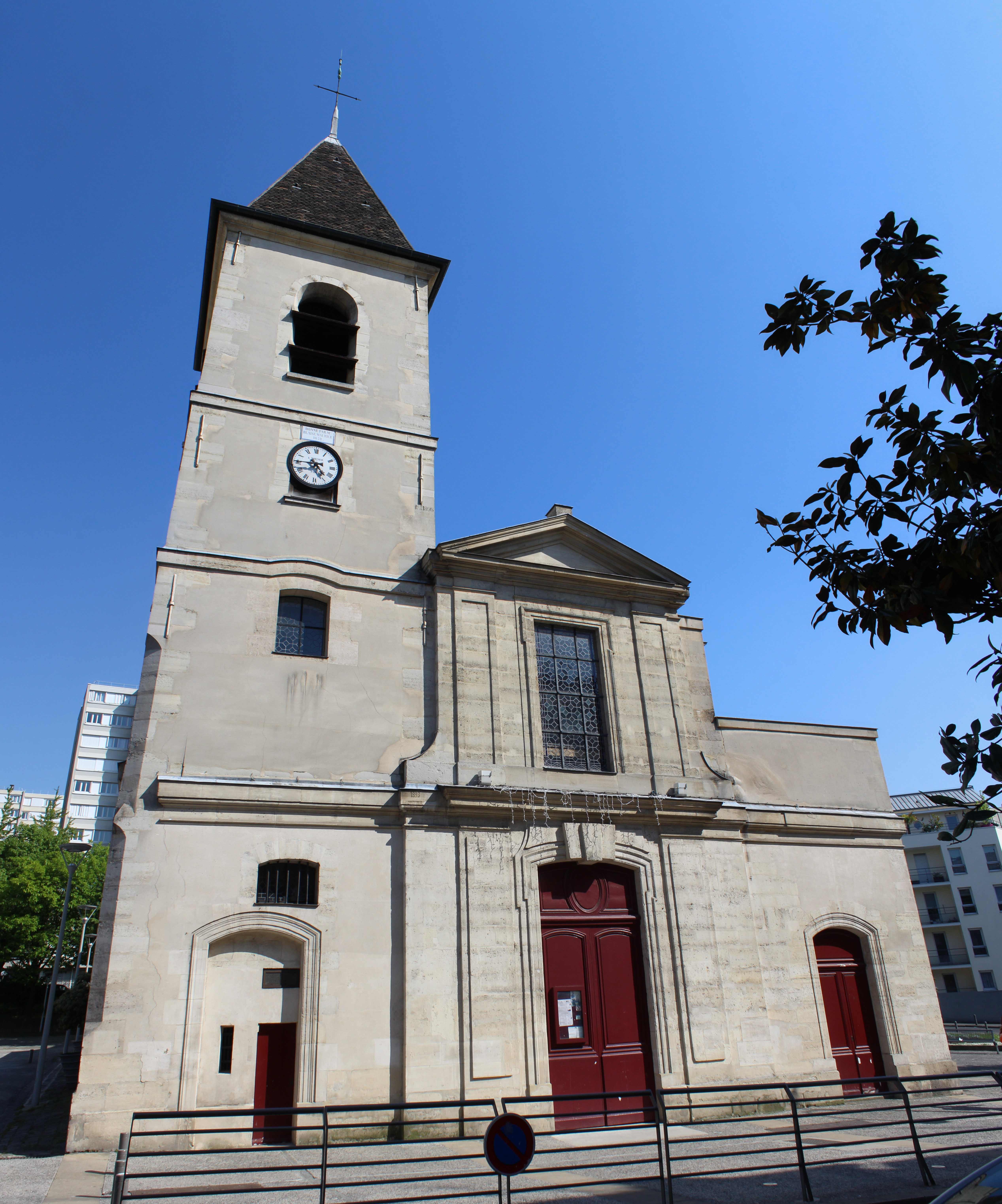
Façade occidentale de l'église Saint-Leu-Saint-Gilles de Bagnolet.

### Lieux et monuments
- L'église Saint-Leu-Saint-Gilles datant du XVIe siècle, inscrite aux Monuments historiques en 1977.
- L'église Notre-Dame-de-Pontmain, construite entre 1927 et 1931.
- La résidence du parc de la Noue, grand ensemble d'immeubles en copropriété situé à la limite avec Montreuil.
- Le château de Bagnolet, construit au XVIIe siècle, a été détruit au début du XIXe siècle.
- Le château de l'Étang.
- Les tours Mercuriales, tours jumelles de bureaux situées à proximité de la porte de Bagnolet et bordées par l'autoroute A3 et le boulevard périphérique.
- Le parc Jean-Moulin, avec la sculpture monumentale d'Ipoustéguy, À la santé de la Révolution, érigée pour le bicentenaire de la Révolution.
- Grands ensembles : Édouard-Vaillant[70] et les Rigondes[71].
- Cimetière Pasteur et cimetière Raspail.

### Patrimoine paysager
Sur une superficie totale de 257 hectares, Bagnolet compte 35 hectares d'espaces verts dont 7 sites principaux, dont 5 squares et 2 parcs:
- le square Schnarbach : 9 241 m2
- le square du 8-Mai-1945 : 4 500 m2
- le square du 19-Mars-1962 : 12 500 m2
- le jardin des Buttes ;
- le square Jules-Ferry : 4 180 m2
- le parc du Château de l'Étang : 10 400 m2
- le parc départemental Jean-Moulin : 8 hectares. Ce parc est connecté en 2007 avec celui des Guilands de Montreuil, afin de créer le parc départemental Jean-Moulin–Les Guilands.

### Équipements culturels
Bagnolet possède une médiathèque, un conservatoire, un cinéma et des centres de quartier :
- Un conservatoire de danse, avec des activités comme l'éveil musical et corporel, l'éveil au mouvement, l'initiation à la danse, la danse classique, la danse moderne, la danse contemporaine, la danse expression africaine, le yoga dynamique, les ateliers chorégraphiques, le contact improvisation et les stages de percussions.
- Les conservatoires de musique avec l'école municipale de musique agréée et le conservatoire slave de musique.
- La médiathèque gratuite avec 120 000 documents référencés en 2006 et les bibliothèques annexes : la bibliothèque municipale Pablo-Neruda et la bibliothèque municipale des Coutures.
- Le Cin'Hoche qui a été l'un des premiers cinémas créés par une municipalité. En ouvrant cette salle en 1977, la ville de Bagnolet souhaitait pallier le manque de salles privées et marquer son intérêt pour le cinéma dans le cadre de sa politique culturelle. Il compte maintenant deux salles.
- Les centres de quartier : le centre de quartier Les Coutures, centre de quartier Pablo-Neruda, le centre de quartier La Fosse-aux-Fraises, le centre de quartier Guy-Toffoletti et le centre de quartier Anne-Frank.

La ville est aussi connue pour le Concours chorégraphique international de Bagnolet, aussi appelé concours "Ballet pour Demain" (il n'existe plus depuis 1988) et l’événement annuel Kosmopolite: concours international de graf.
Outre ces équipements municipaux, la ville de Bagnolet est riche de quatre lieux créés et gérés par des compagnies indépendantes :
- L'Échangeur/Cie Public chéri : a ouvert au public en 1996
  - Lieu de résidence permanente de Public Chéri : la compagnie y fabrique et y représente ses créations professionnelles.
  - Lieu de diffusion du théâtre, de la danse, de la musique et des arts visuels associés : plus de 1 600 dates de programmation depuis sa création et plus de 85 000 spectateurs.
  - Lieu de formation, de pratique et de création amateurs.

L'Échangeur-Cie Public Chéri est conventionné par La DRAC Île-de-France - Ministère de la Culture et de la Communication et reçoit le soutien du conseil régional d'Île-de-France, ducConseil général de Seine-Saint-Denis et de la Ville de Bagnolet.
- Le Colombier/Cie Langaja Groupement : a ouvert au public en 2000
  - Lieu de création et de diffusion, centre de recherche théâtrale ouvert à la danse, la vidéo et aux arts martiaux.
- Le Samovar : a ouvert au public en 2000
  - Un théâtre, une école pour les clowns, les burlesques et les excentriques.
- Association Lutherie Urbaine (Le Local: le LULL) a ouvert au public en 2006
  - Créations musicales et fabrication d'instruments insolites
- Association Kosmopolite pour la promotion de l'Art street.

Par ailleurs existe une chanson intitulée "La Fanfare de Bagnolet", interprétée principalement par le groupe Les Quatre barbus.

### Bagnolet au cinéma et à la télévision
- 1988 : De bruit et de fureur, de Jean-Claude Brisseau.
- 1989 : Romuald et Juliette, de Coline Serreau.
- 2008 : From Paris with Love, de Pierre Morel (une séquence à la cité de la Noue).
- 2010 : Le Nom des gens, de Michel Leclerc.
- 2014 : Bande de filles de Céline Sciamma, notamment dans la Cité de la Noue[72].
- 2014 : Colt 45 de Fabrice Du Welz et Frédéric Forestier.
- 2016 : Pattaya de Franck Gastambide (de nombreuses séquences tournées dans la cité de la Noue).
- 2019 : La lutte des classes, de Michel Leclerc, tourné quasiment en intégralité à Bagnolet.

### Dans la culture populaire
- La chanson L’aveugle de Bagnolet de Pierre-Jean de Béranger. Œuvres complètes de Béranger, H. Fournier, 1839, tome 1 (p. 315-317).
- L'une des entrées du Dictionnaire des idées reçues de Flaubert.
- 2001 : Le Fait d'habiter Bagnolet, pièce de théâtre écrite de Vincent Delerm.

### Personnalités liées à la commune
- Amélie Élie dite Casque d'Or, prostituée et bonnetière, liée aux apaches du Paris de la Belle Époque, est inhumée à Bagnolet[73].
- Jean-Pierre Bastid, écrivain et cinéaste, réside à Bagnolet depuis 2002.
- Richard Galliano, accordéoniste de jazz[réf. nécessaire].
- Adrien Lejeune, communard né à Bagnolet en 1847 et mort en URSS en 1942.
- Henri Gautreau (1859-1947) industriel, inventeur-fabricant d'ustensiles de cuisine et ménage, primé au premier Salon des Arts ménagers (1923)
- Jacques Perrier (1924-2015), joueur de basket-ball, médaillé olympique.
- Lionel Rocheman, homme de spectacles[74].
- Gao Xingjian, prix Nobel de littérature (en 2000) et peintre demeure à Bagnolet dans le quartier chinois[75].
- Yaya Sanogo, footballeur à Arsenal, vit à Bagnolet 1993[76].
- Gustave Gueudet (1880-1970), industriel, dirigeant du Groupe Gueudet, chevalier de la Légion d'honneur, est né à Bagnolet.
- Odette Kerbaul (1921-2017), résistante, personnalité communiste, présidente de la FNDIRP de Bagnolet.
- Raoul Lazar (1938-), peintre et graveur, vit à Bagnolet.
- Elsa Sahal, sculptrice française, née le 13 novembre 1975 à Bagnolet.
- Louise Tilleke (1980-), artiste plasticienne, vit à Bagnolet.
- Edouard Collin, acteur de théâtre et de cinéma, né en 1987 à Bagnolet.
- Cyril Kongo, artiste graffiti et fondateur, avec le collectif MAC crew, du festival Kosmopolite.
- Amandine Buchard, judoka française, née le 12 juillet 1995 à Bagnolet.

### Héraldique
| Blason de Bagnolet | Blason  | D'or à la branche de pêcher entrelacée en sautoir de sinople fruitée de trois pièces de gueules ordonnés 1 et 2.                                           |
| Blason de Bagnolet | Détails | Comme Montreuil-sous-Bois, Bagnolet possédait des murs à pêches où étaient cultivés ces fruits, que l'on retrouve sur le blason des deux villes. Officiel. |

## Pour approfondir